# Mogolrijk
Het Mogolrijk of Mogulrijk (Perzisch: حکومت مغلیاں, Engels: Mughal Empire) was een rijk in Zuid-Azië dat tussen 1526 en 1858 door de islamitische Mogoldynastie werd geregeerd. Het kerngebied lag in de Indus-Gangesvlakte. In zijn bloeiperiode (de 17e eeuw) omvatte het Mogolrijk bijna geheel het Indische subcontinent. Het telde aan het einde van de 17e eeuw waarschijnlijk tegen de 150 miljoen inwoners. Met het Ottomaanse Rijk en het rijk van de Safawieden in Perzië (Iran) domineerde het rijk onder de eerste zes Mogolkeizers de islamitische wereld. De Mogolkeizers bevorderden op vaak extravagante wijze de kunsten. Vooral de dichtkunst, schilderkunst en bouwkunst bereikten een hoog niveau. De Taj Mahal is hiervan een sprekend voorbeeld.
Ẓahīr-ud-dīn Mohammed Babur (1483-1530) was de stichter van het rijk. Deze avonturier uit Centraal-Azië versloeg in 1526 in de Slag bij Panipat de sultan van Delhi en nam diens gebied in. Babur en zijn opvolgers, die zich met de oeroude titel padishah (grote koning) tooiden, stamden af van de Turkse heerser Timoer Lenk (1336-1405) en van de Mongoolse veroveraar Dzjengis Khan (1167-1227). De termen Mogol en grootmogol verwijzen naar deze afkomst.
Het was vooral Baburs kleinzoon Akbar (1542-1605) die een hechte organisatie opbouwde, waarvan de instellingen tot in de Britse tijd de basis voor het bestuur van het Mogolrijk vormden. Akbar voerde een tolerant religieus beleid en een doordachte huwelijkspolitiek, waardoor hij ook vele hindoeheersers - onder wie de Rajput-vorsten - aan het Mogolregime wist te binden.
Tijdens de lange regeerperiode van Aurangzeb (1658-1707) bereikte het rijk zijn grootste omvang, maar de Mogollegers waren niet langer superieur aan tegenstanders als de Maratha's. Door de voortdurende oorlogen kwam de bodem van de schatkist in zicht. Aurangzeb verspeelde bovendien veel steun onder niet-moslims door zijn streng-islamitische beleid. Na zijn dood brokkelde het centrale gezag daarom in hoog tempo af, al bleef het rijk in naam nog tot 1858 bestaan. Na de Indiase opstand van 1857 werden de laatste delen van het rijk opgenomen in het koloniale rijk Brits-Indië. 

## Geschiedenis
Het rijk was gesticht door islamitische krijgers uit Centraal-Azië (Afghanistan, Pakistan en omgeving), die het Perzisch als cultuurtaal hanteerden. Perzisch werd dan ook de administratieve taal van het rijk. In deze periode vond er een sterke onderlinge beïnvloeding plaats tussen de Centraal-Aziatische moslimcultuur en de inheemse hindoecultuur. Anders dan in eerdere islamitische rijken was de macht van de Mogolkeizers niet gebaseerd op één etnische groep. De padishah zelf was het middelpunt van de macht en het stelde hoge eisen aan diens leiderschapskwaliteiten om deze mengelmoes van etnische groepen en religies te beheersen. In de eerste twee eeuwen werd het Mogolrijk geregeerd door zes opmerkelijke heersers, die deze rol bekwaam wisten te vervullen. Ze regeerden ook nog eens lang (Akbar en Aurangzeb ieder zelfs 49 jaar), waardoor de chronische twisten om de opvolging minder destabiliserend waren dan anders het geval zou zijn geweest.

### Babur
Babur behoorde tot de Timoeriden, de nakomelingen van Timoer Lenk, die in Centraal-Azië het rijk van de grote veroveraar in stand probeerden te houden. De Timoeridische vorsten in Centraal-Azië waren voortdurend echter in een onderlinge strijd gewikkeld en waren begin 16e eeuw niet langer opgewassen tegen de opdringende Oezbeken. Babur ontpopte zich al op jonge leeftijd als een uitstekende legeraanvoerder. Op vijftienjarige leeftijd veroverde hij Samarkand, de vroegere hoofdstad van het rijk van Timoer Lenk. Maar door de strijd met de Oezbeken en andere Timoeriden slaagde hij er niet in om zijn veroveringen te consolideren. In 1504 verlegde hij zijn activiteiten naar Afghanistan, waar hij een eigen rijk vestigde met Kabul als hoofdstad. Vanuit deze machtsbasis viel hij verscheidene malen het noorden van India binnen. Uiteindelijk wist hij in 1526 in de slag bij Panipat de sultan van Delhi, Ibrahim Lodi, beslissend te verslaan. Babur dankte zijn overwinning aan zijn sterke cavalerie, maar vooral aan zijn kanonnen en musketten. Hij was de eerste die op het Indisch subcontinent van deze revolutionaire wapens gebruik maakte. Ibrahim Lodi beschikte over een leger van 100.000 man en 1000 krijgsolifanten, maar moest toch het onderspit delven tegen Baburs 12.000 manschappen. Babur maakte goed gebruik van zijn cavalerie en drong zijn tegenstanders in een mêlee, waarna zijn vuurkracht het pleit beslechtte. In 1527 later versloeg Babur met dezelfde strijdwijze bij Khanua een leger van 200.000 man onder leiding van Rana Sanga, de leider van de Rajputs, en Mahmud Lodi, de broer van Ibrahim. Met deze overwinningen legde Babur de basis voor het Mogolrijk.
Behalve een succesvolle generaal was Babur ook tuinarchitect, natuurliefhebber en een begaafd dichter en dagboekschrijver. Zijn memoires, de Baburnama, geven een unieke inkijk in zijn leven en ideeënwereld. Als veroveraar was Babur evenwel succesvoller dan als bestuurder van het nieuw verworven rijk. Hij verdeelde de buitgemaakte rijkdommen onder zijn volgelingen, maar verzuimde om reguliere inkomstenbronnen te organiseren. Zijn zoon en opvolger Humayun verloor mede daarom jarenlang de controle over het veroverde gebied.

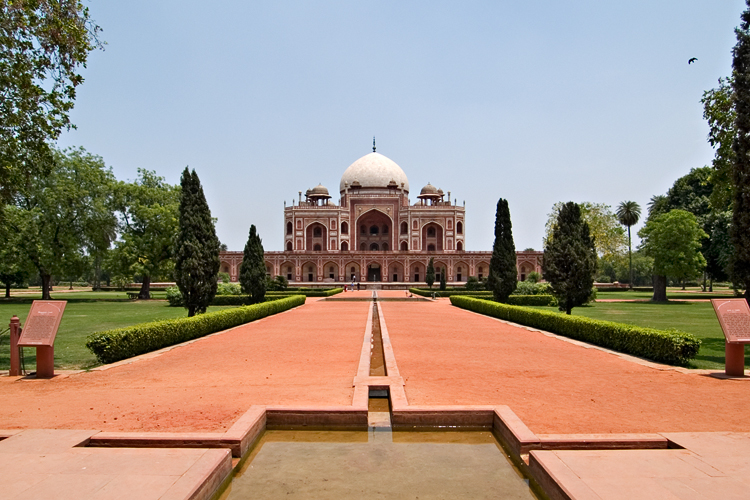
Het mausoleum van Humayun in Delhi, dat sterke gelijkenis met de Taj Mahal vertoont, maar bijna een eeuw eerder gebouwd werd. De door Humayun uit Perzië meegebrachte kunstenaars stonden aan de wieg van de Mogolstijl, zowel in de architectuur, literatuur als beeldende kunst. De strakke tuinen (in char bagh-stijl) en de hoge, uivormige koepel bij Humayuns mausoleum zijn voorbeelden van Perzische invloed

### Humayun
Baburs zoon Humayun (1508-1556) regeerde over het Mogolrijk tussen 1530 en 1540 en opnieuw in 1555 en 1556. Toen zijn vader in 1530 onverwachts aan een ziekte overleed, kwamen veel van de Afghaanse edelen in opstand, die na een lange strijd het gezag van de Mogols erkend hadden. De belangrijkste onder hen was Sher Shah Suri, de gouverneur van Bihar. Deze wist Humayun, die ondertussen ook met opstanden van zijn broers te maken had, meerdere malen te verslaan en ten slotte uit India te verdrijven. Na een dwaaltocht door Punjab, Sindh, Baluchistan en ten slotte Afghanistan kwam Humayun aan in Perzië, waar hij als banneling aan het hof van shah Tahmasp I leefde. Dankzij de steun van de shah wist hij zijn opstandige broers te verslaan en uiteindelijk, opmerkelijk genoeg, na 15 jaar ballingschap zijn voormalige rijk te heroveren op de Suridynastie (opvolgers van Sher Shah). Na zijn dood liet Humayun een veel groter rijk na aan zijn zoon Akbar, dan hij ooit van zijn eigen vader geërfd had. Humayuns verblijf aan het Perzische hof zorgde voor grote Perzische invloed op de literatuur, kunst en Mogol-architectuur aan het Mogolhof, waardoor de typische Mogolstijl ontstond die onder zijn opvolgers tot grote bloei kwam.

### Akbar
Het Mogolrijk werd definitief vormgegeven door Humayuns zoon Akbar de Grote (1542-1605). De door hem neergezette structuren hielden meer dan een eeuw stand. Akbar besteeg in 1556 op veertienjarige leeftijd de troon, maar tot 1560 trad Humayuns generaal Bairam Khan op als regent.
Aanvankelijk was slechts een gedeelte van het rijk onder zijn controle, maar Akbar breidde zijn macht aan alle kanten uit met onder andere Malwa, Gujarat, Bengalen, Kasjmir, Kabul en Khandesh. Het kostte Akbar dertig jaar van voortdurende militaire campagnes voordat hij het rijk gepacificeerd had. Zijn gevaarlijkste tegenstanders waren de krijgshaftige Rajputs in Rajasthan. Akbar wist deze hindoeïstische krijgerkaste met meedogenloze middelen te onderwerpen; zo bouwde hij in het begin van zijn loopbaan - in navolging van zijn voorvader Timoer Lenk - na gewonnen veldslagen torens van afgehakte hoofden van gedode tegenstanders.
Akbar bood opponenten die zich onderwierpen echter ook de mogelijkheid om een belangrijke positie binnen het Mogolrijk te verwerven. Door hun dochters in zijn harem op te nemen bond hij vele Indiase vorsten aan zijn imperiale systeem. In 1555 telde de Mogoladel, de omrah, 55 leden, voornamelijk niet-Indiase moslims (Perzen, Pasjtoen, Oezbeken en andere Turken). In 1580 was dit aantal gegroeid tot 222, waarvan bijna de helft uit India afkomstig was. De Rajputvorsten waren met 43 leden vertegenwoordigd. Aan het eind van Akbars regering vormden de Rajputstrijders zo een van de betrouwbaarste steunpilaren van zijn regime.

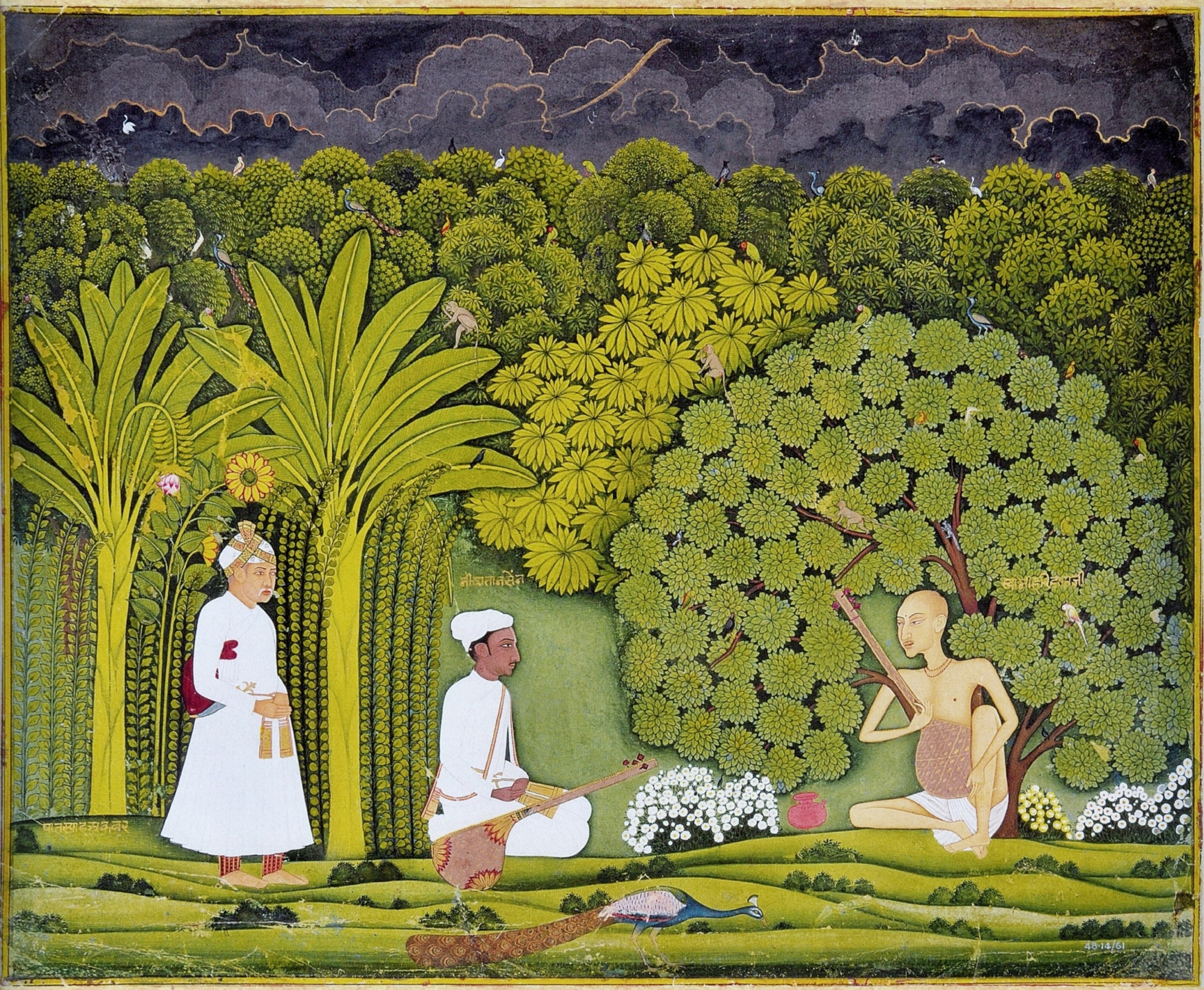
Keizer Akbar (links) en de muzikant Mia Tansen (midden) brengen een bezoek aan de hindoeïstische asceet swami Haridas. Miniatuurschildering met kenmerken van de Jaipur- en Kishangarhstijlen (Rajput), rond 1750

Akbar realiseerde zich dat hij het land nooit onder controle zou krijgen als hij niet een vorm van samenwerking kon opbouwen met zijn niet-islamitische onderdanen, die 80 tot 90 procent van de bevolking uitmaakten. Hij voerde daarom een tolerant religieus beleid en schafte verschillende discriminerende belastingen voor niet-moslims af, zoals de djizja. Hij propageerde het beginsel van sulakhul, universele verdraagzaamheid. Uiteindelijk kwam Akbar tot de conclusie dat geen enkele godsdienst de waarheid in pacht had en lanceerde hij zijn eigen cultus, Din-i-Illahi (God-religie), die aan elke godsdienst elementen ontleende. Centraal stond een almachtige, ondeelbare God. Buiten de hofkringen sloeg de nieuwe cultus echter niet aan. Akbar haalde zich met zijn vrijdenkerij wel de woede van de oelama (islamitische geestelijkheid) op de hals. In 1579-1580 moest hij een gevaarlijke opstand van de oelama, die gesteund werden door - opnieuw - de Afghaanse edelen, neerslaan.
In 1571 begon Akbar aan een megalomaan bouwproject in een dorpje ten westen van Agra. Hier verrees in rode zandsteen een nieuwe hoofdstad, Fatehpur Sikri. Gebrek aan drinkwater verhinderde echter dat Fatehpur Sikri ook daadwerkelijk als hoofdstad ging fungeren. Wel geldt het als een van de hoogtepunten van de architectuur uit zijn periode, samen met Humayuns tombe in Delhi. Aanleiding om juist deze locatie te kiezen voor de nieuwe hoofdstad was dat het dorp de woonplaats was van Salim Chishti, een soefimysticus, die Akbar voorspeld had dat deze nog drie zonen zou krijgen. Ondanks zijn uitgebreide harem slaagde Akbar er namelijk lange tijd niet in om een troonopvolger te verwekken. Salim Chishti's voorspelling kwam uit: Akbar kreeg nog drie zonen, onder wie zijn latere opvolger Jahangir, die bij zijn geboorte de naam Salim kreeg.
Op administratief gebied implementeerde Akbar een effectief belastingstelsel, gebaseerd op zorgvuldig bijgehouden registers van het landbezit. Hij bouwde daarmee voort op de innovatieve hervormingen van de sultan van Delhi, Sher Shah Suri. Dit stelsel genereerde grote sommen geld voor de Mogols en was de basis voor de bloeiperiode van het rijk.

### Jahangir en Shah Jahan

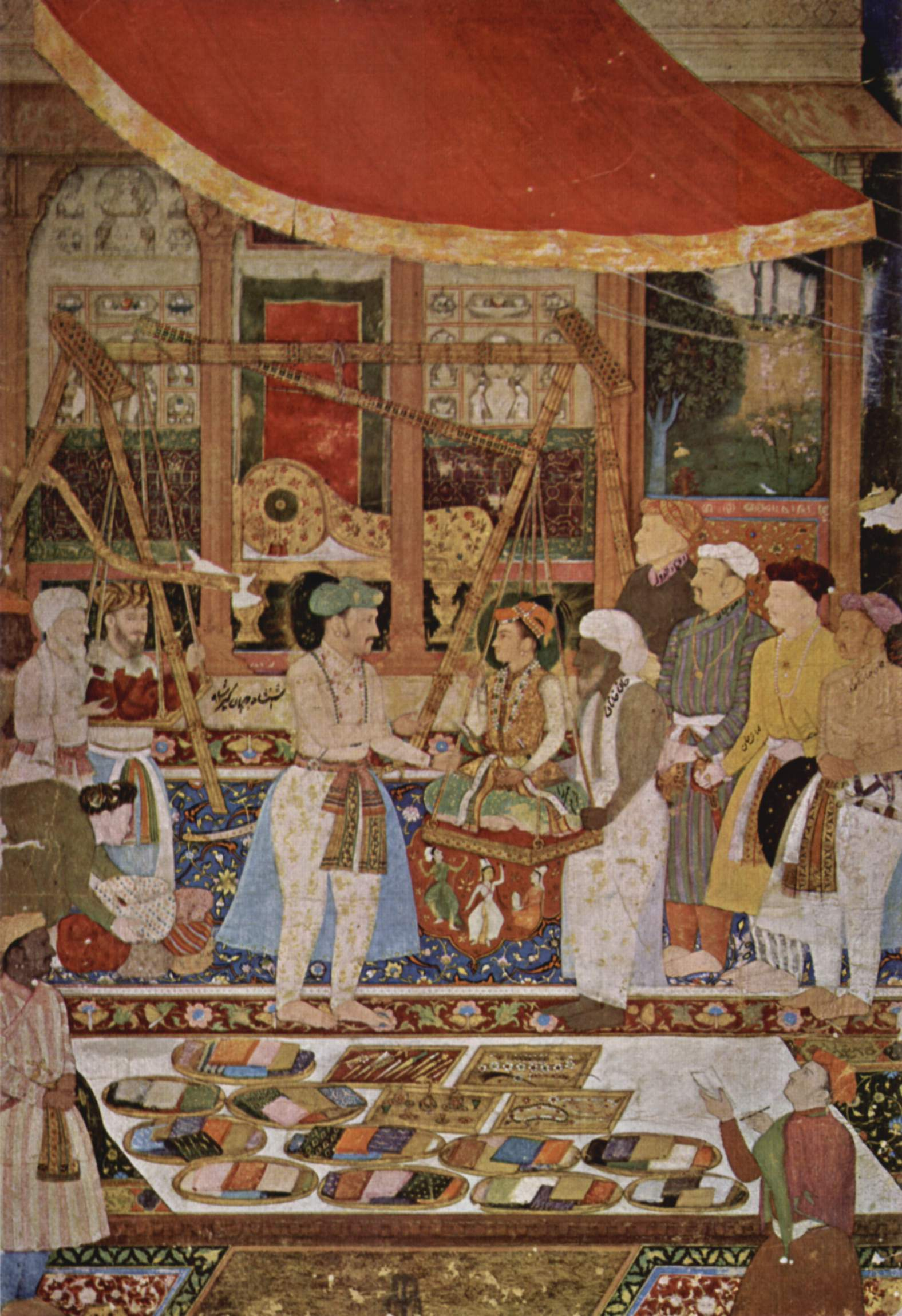
Scène uit de Jahangirnama (memoires van Jahangir, circa 1615-1620). Jahangir weegt zijn zoon prins Khurram in goud

Na Akbars dood in 1605 werd prins Salim tot keizer gekroond onder de regeringsnaam Jahangir (hij regeerde van 1605 tot 1627). Typisch ontstond vanaf Jahangir rond de dood van de keizer een strijd onder diens zoons om de opvolging. De strijd barstte vaak los zodra de keizer tekenen van lichamelijke zwakte begon te vertonen en vaak was de vader zelf ook partij. Hoewel deze burgeroorlogen interne tegenstellingen binnen de elite (die partij moest kiezen) veroorzaakten en kostbaar voor de schatkist waren, verklaren ze wellicht het opmerkelijke feit dat zes achtereenvolgende capabele keizers een lange, stabiele regeringsperiode genoten.
Jahangirs regering begon met een opstand van zijn zoon Khusrau, die werd neergeslagen. De keizer liet zijn zoon de ogen uitsteken en Khusrau overleed in 1622 in gevangenschap. Omdat Goeroe Arjun, de vijfde goeroe van de sikhs, Khusrau geholpen had liet Jehangir deze terechtstellen.
Jahangir voerde oorlogen die het rijk verder uitbreidden over de uitlopers van de Himalaya, in Assam en in Afghanistan. Een van zijn andere zoons, prins Khurram, leidde een succesvolle militaire campagne tegen de sultanaten van de Dekan, maar kwam in 1622 in opstand tegen zijn vader. Nur Jahan, Jahangirs vrouw en in diens laatste jaren de feitelijke machthebber in het rijk, poogde namelijk een andere zoon van Jahangir naar voren te schuiven als diens opvolger. Ook Khurrams opstand was onsuccesvol, en de prins werd naar de Dekan verbannen. Toen Jahangir in 1627 stierf wist Khurram echter zijn overgebleven broers te verslaan en zich onder de naam Shah Jahan tot keizer te laten kronen (regeerde 1627-1658).
Shah Jahan zette de politiek van agressieve militaire expansie van zijn vader en grootvader voort. Hij werd vooral bekend van zijn grootschalige bouwprojecten. Zo liet hij bij Delhi een nieuwe hoofdstad (Shahjahanabad) bouwen. Het bekendste voorbeeld van de Mogol-architectuur, de Taj Mahal, werd door Shah Jahan gebouwd als mausoleum voor zijn favoriete vrouw Mumtaz Mahal. Geen kosten werden gespaard en bouwlieden en kunstenaars van over de hele wereld werden ingeschakeld om Shah Jahans projecten vorm te geven. Een ander voorbeeld van Shah Jahans extravagantie was de pauwentroon, waarin 1000 kg goud, zilver en vele edelstenen verwerkt waren, waaronder de bekende diamant Koh-i-Noor. Had de troon nu nog bestaan, dan wordt de totale waarde ervan op rond de 700 miljoen euro geschat.

### Aurangzeb
Toen Shah Jahan in 1657 ziek werd, ontstond een strijd om de opvolging tussen zijn vier zoons. De oudste, Dara Shikoh, leek aanvankelijk de beste kaarten in handen te hebben. Dara Shikoh was naast een capabel militair ook filosoof. Hij vertaalde enkele hindoeïstische teksten in het Perzisch en was een aanhanger van het soefisme, zoals zijn overgrootvader Akbar. Het was echter een jongere zoon, Aurangzeb, die uiteindelijk meedogenlozer bleek en zowel zijn broers als vader versloeg. Shah Jahan werd gevangengezet in het Rode Fort van Agra, waar hij in 1666 overleed.

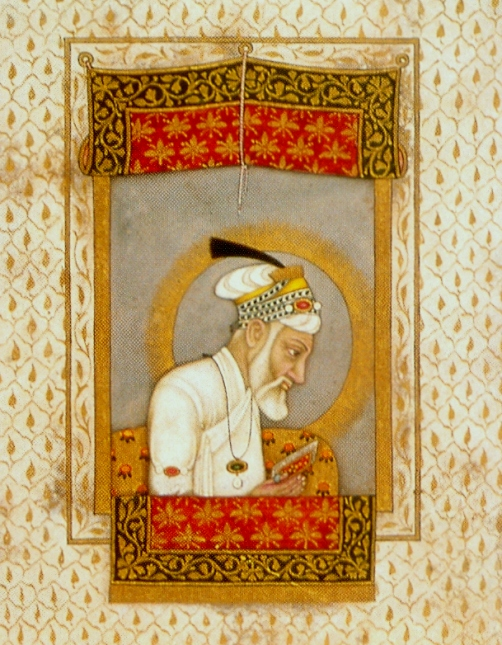
Aurangzeb op hoge leeftijd, de Koran lezend. Rond 1700

Tijdens Aurangzebs lange regering (1658-1707) bereikte het Mogolrijk zijn grootste omvang, maar tegelijkertijd zette het verval van het centrale gezag in. Aurangzeb was, in tegenstelling tot Dara Shikoh, een devoot moslim met een orthodoxe kijk op politiek. Persoonlijk hield hij er een sobere, bijna ascetische levensstijl op na. Hij draaide de tolerante religieuze politiek van zijn voorgangers terug en vervreemdde daarmee de hindoeïstische meerderheid van zijn onderdanen, niet in het minst de machtige Rajputs. Niet-moslims kregen opnieuw te maken met speciale belastingen en het bouwen van nieuwe gebedshuizen werd hen verboden. Aurangzeb spendeerde in tegenstelling tot zijn voorgangers ook geen grote bedragen aan bouwprojecten en patronage van de kunst. Wel liet hij grote moskeeën bouwen (soms liet hij hindoetempels afbreken om plaats te maken voor een moskee), waaronder de enorme Badshahimoskee van Lahore.
Aurangzeb had onder zijn vader al militaire campagnes geleid in de Dekan, en voerde een politiek van militaire expansie naar het zuiden. Hij kwam daarbij in aanvaring met een nieuwe macht, de Maratha's. Hun charismatische leider Shivaji bood succesvol verzet tegen de Mogols en benoemde zichzelf tot koning.
Ook Aurangzeb had te maken met opstandige zoons. Prins Muhammad Akbar verklaarde zichzelf keizer in 1681 en wist een potentieel gevaarlijke alliantie achter zich te winnen, van de sultans van de Dekan tot de Rajputs en Maratha's. Dit was voor Aurangzeb aanleiding om zelf aan het hoofd van een gigantisch leger naar de Dekan te trekken. Het volledige Mogolhof trok mee en vestigde zich in Aurangzebs nieuwe hoofdstad in de Dekan, Aurangabad. De laatste decennia van zijn regering was hij continu op campagne. Daarbij werden de sultanaten Bijapur (1685) en Golkonda (1687, daarna hernoemd tot Haiderabad) onderworpen. Een definitieve zege tegen de Maratha's bleef echter uit, hoewel Aurangzeb Sambhaji, de zoon en opvolger van Shivaji, gevangen wist te nemen en op gruwelijke wijze ter dood liet brengen.

### Redenen voor verval
Revisionistische historici wezen vaak op Aurangzebs intolerante religieuze politiek als reden voor het verval van het Mogolrijk. Hoewel Aurangzeb hiermee zeker interne vijanden gemaakt heeft, was de opkomst van een nieuwe middenklasse van lokale machthebbers en beambten een veel belangrijkere factor voor het afnemen van het centrale gezag. Deze klasse handelde steeds meer in het eigen belang in plaats van dat van het rijk.
Een andere factor was het wegvallen van de militaire suprematie van de Mogols ten opzichte van hun directe tegenstanders. De tactiek van lichte cavalerie gecombineerd met mobiele artillerie waarmee ze hun rijk veroverd hadden werd in de 17e eeuw overgenomen door andere machthebbers in het gebied. De Mogols, aan de andere kant, veranderden hun manier van oorlogsvoering door steeds grotere, logge legers in te zetten. Hoewel onoverwinnelijk op het slagveld, waren deze legers makkelijk te omzeilen door licht bewapende, snelle eenheden. Exemplarisch was de oorlog met de Maratha's, die een guerrilla-oorlog avant la lettre tegen Aurangzeb en diens opvolgers voerden. De enorme strijdmacht van de Mogols lag vaak maanden op dezelfde plek tijdens belegeringen van forten. De Maratha's plunderden ondertussen met snelle uitvallen de bevoorrading van de Mogols. De Maratha's slaagden er bovendien in over de gehele Dekan een soort schaduwadministratie op te zetten, die belasting inde in ruil voor het uitblijven van plunderingen. Door de militaire en administratieve successen van de Maratha's namen de moraal en loyaliteit van de lokale vertegenwoordigers van het Mogolgezag verder af.
In de loop van de 18e eeuw verwierven diverse nizams (onderkoningen) (bijvoorbeeld die van Bengalen en Haiderabad) een vrijwel onafhankelijke positie.

### Latere Mogols
Aurangzeb stierf in 1707. Hij was, wellicht dankzij zijn sobere leefwijze, 89 jaar oud geworden. Er ontbrandde opnieuw een burgeroorlog tussen zijn nakomelingen, die uiteindelijk beslecht werd in het voordeel van Bahadur Shah. Zelf ook al 63 jaar oud was deze niet in staat het tij te keren, bovendien stierf hij al na een regeerperiode van vijf jaar. Er volgde een serie snelle machtswisselingen, waarbij de werkelijke macht in handen was van twee beambten met hoge posities aan het hof, de broers Syed Abdullah Khan Barha en Syed Hussain Ali Khan Barha. Om hun machtspositie te handhaven sloten de broers onder andere een verbond met de Maratha's, waarbij vrijwel de gehele Dekan werd overgedragen. In 1722 wist de nieuwste marionet, Muhammad Shah, zich echter van de broers te ontdoen.
Muhammad Shah regeerde van 1719 tot 1748, maar gaf zich vooral over aan feesten. Ondertussen ging de neergang van zijn macht door. De machthebbers van de Punjab, Bengalen en Haiderabad trokken zich vrijwel niets meer aan van de Mogolkeizer. Aan de Maratha's werd steeds meer gebied verloren en in 1737 trokken de laatsten op tot in het centrum van het rijk om Delhi te plunderen. De Mogolkeizer zelf werd met zijn hof intact gelaten. Zonder leger of andere middelen om ondergeschikten zijn wil op te leggen, beperkte de feitelijke macht van de Mogolkeizers van de latere 18e eeuw en 19e eeuw zich tot een gebied dat niet veel groter was dan de stad Delhi.
Het versnipperde en defensief ernstig verzwakte noorden van India was een makkelijk doelwit voor een inval uit het noordwesten. In 1739 veroverde de Afghaanse krijgsheer Nadir Shah de Punjab en Sindh. Nadat Delhi ingenomen was werd een slachting onder de bevolking aangericht. Muhammad Shah smeekte Nadir Shah om genade, een wens die in vervulling ging in ruil voor de rijkdommen van de Mogols. Overladen met buit, waaronder de pauwentroon, keerde Nadir Shah terug naar Perzië.

### Britse periode
Nadat de Britten de Maratha's in 1803 definitief hadden verslagen behandelden ze de Mogolkeizer in Delhi aanvankelijk met groot respect. Hoewel de Britten in de praktijk de macht in handen hadden, bleef de Mogolkeizer officieel de leenheer. De East India Company erkende in zijn muntslag en zegels de Mogolkeizer als hoogste macht. Dit respect begon in de loop van de 19e eeuw echter geleidelijk te verdwijnen. Na de onderwerping van de Maratha's, Fransen en Sikhs waren de Britten de enige overgebleven militaire macht van betekenis en de veranderde situatie resulteerde in een veel zelfverzekerdere houding, die aan arrogantie grensde. Een voor een werden de privileges van de keizer in Delhi afgenomen. In 1833 verdween de naam van de keizer van de munten die de East India Company liet slaan, en in 1850 volgde voor Britse kolonisten een verbod op het aannemen van titels van de Mogols. Ten slotte werden plannen gemaakt om de Mogoldynastie geheel af te schaffen, door na de dood van de laatste Mogol geen opvolger aan te wijzen.
De laatste Mogolkeizer, Bahadur Shah Zafar II (regeerde 1837 - 1857), was op de hoogte van deze Britse plannen. Bahadur Zafar II werd pas op oudere leeftijd gekroond. In de traditie van zijn illustere voorouders was hij een groot patroon van kunsten en van het gematigde soefisme. Hoewel hij geen praktische politieke macht had vond aan zijn hof een culturele opbloei plaats. Aan dit alles kwam abrupt een einde met de opstand van 1857, waarbij de Indische opstandige soldaten Delhi innamen. De sepoys zagen de keizer als natuurlijke leider tegen de Britten en verzochten hem hen aan te voeren. Hoewel de bejaarde keizer niet veel ophad met de ongemanierde, ruige sepoys, zag hij een kans het voortbestaan van zijn dynastie te redden en stemde hij toe. Hij slaagde er echter niet in georganiseerd gezag over het opstandige gebied te vestigen. Zelfs het plunderen van de bazaars door de sepoys kon hij niet voorkomen. Toen de Britten Delhi innamen namen zij op vreselijke wijze wraak door de stad uit te moorden en hele wijken met de grond gelijk te maken. De meeste zoons en kleinzoons van de keizer werden zonder vorm van proces geëxecuteerd. Bahadur Zafar II zelf werd na een schijnproces verbannen naar Birma, waar hij zijn laatste jaren als gebroken man in gevangenschap sleet.

## Bevolking

### Taal
De meeste volkeren van het noorden van India spreken Indo-Arische talen. De bestuurlijk-militaire elite onder de sultans van Delhi bestond echter uit Perzen, Turken en Afghanen die hun eigen taal behouden hadden. De elite gebruikte het Perzisch als bestuurstaal. Aan het Mogolhof moest Perzisch aanvankelijk wedijveren met het Chagatai Turks, de moedertaal van Babur, die door de Mogols Turki genoemd werd. Na Humayuns periode van ballingschap in Perzië won Perzisch als voertaal aan belang. Akbar voerde het op alle bestuurlijke lagen in het rijk in als voertaal. Perzisch werd vanaf dat moment de officiële hoftaal en taal van de bestuurlijke elite. Niet alleen was dit te verklaren door Akbars interesse in de Perzische taal en literatuur en de nauwe culturele banden die het Mogolhof sinds Humayun met Perzië had, het bevestigde ook het imago dat het Perzisch in heel West- en Centraal-Azië genoot als elitetaal.
Desalniettemin werd het Chagatai nog tot in de 19e eeuw door leden van de keizerlijke familie gebruikt voor privécommunicatie. De interesse in het Chagatai wisselde. Aurangzeb had bijvoorbeeld duidelijk meer belangstelling voor de taal van zijn voorouders dan Shah Jahan en Jahangir, hoewel ook hij Perzisch als hoftaal gebruikte. De in 1819 gestorven prins Azfari lijkt het laatste lid van de familie te zijn geweest die het Chagatai machtig was.
Vanwege de etnisch heterogene samenstelling van het leger, ontstond in de loop van de 17e eeuw onder de soldaten een mengtaal met Perzische, Arabische, Turkse en Indo-Arische elementen. De naam van deze taal, het Urdu, komt van het Turkse woord ordu dat leger betekent. In de vroege 18e eeuw verving Urdu het Perzisch ook onder de bestuurlijke bovenklasse. Muhammad Shah veranderde in 1723 de hoftaal van Perzisch naar Urdu. Tegenwoordig is Urdu de lingua franca in grote delen van Pakistan en onder de islamitische minderheid in India.

## Staatkunde
De Mogols introduceerden in India talrijke bestuurlijke kenmerken van een moderne staat: een gecentraliseerd toezicht op de handel, belastingen op grond van exacte landmetingen en een efficiënte bureaucratie. Daarmee was het rijk vergelijkbaar met gelijktijdige Europese absolutistische staten van de Vroegmoderne Tijd, zoals het Frankrijk van Lodewijk XIV of het Engeland van Hendrik VIII. Meer nog zijn er sterke parallellen met het Ottomaanse Rijk. Beide rijken hadden de grootte van een continent, met een sterk pluriforme bevolking; beide werden geregeerd door een islamitische dynastie die aan de top van een sterk gecentraliseerde staatsmachine stond, en in beide gevallen werd die bestuurd door een militaire elite. Beide rijken konden zich (aanvankelijk) dankzij de overname van nieuwe militaire technieken met de Europese machten meten.
Er waren met de Europese Vroegmoderne staten echter ook verschillen: zo had het Mogolrijk geen duidelijk afgebakende grenzen. Het was eerder een vlechtwerk van gebieden met sterk verschillende bevolkingsgroepen en culturen. De laagvlakten van het noorden en langs de kust, met een sterk agrarische bevolking en hiërarchisch ingedeelde sociale structuur, waren veel makkelijker te besturen dan de wouden en heuvels van de Dekan, de rand van de Himalaya en de bergen in het grensgebied met Afghanistan, waar de in stammen levende bevolking een seminomadisch bestaan leidde. Voorbeelden van dergelijke stammen zijn de Gondi en Bhil in de Dekan of de Pathanen in Afghanistan. De grenzen tussen de woeste stamgebieden en directer bestuurd gebied verdeelden het rijk intern, maar waren vloeiend en niet overal duidelijk vastgelegd. Ondanks deze sterke regionale verschillen waren alle gebieden met elkaar verbonden door een dicht wegennet, dat door de Mogols uitgebreid en verbeterd werd. Dit wegennet verbond ook de stammengebieden met de stedelijke centra en maakte het vervoer van middelen en grondstoffen en de snelle mobilisatie van de strijdmacht mogelijk.

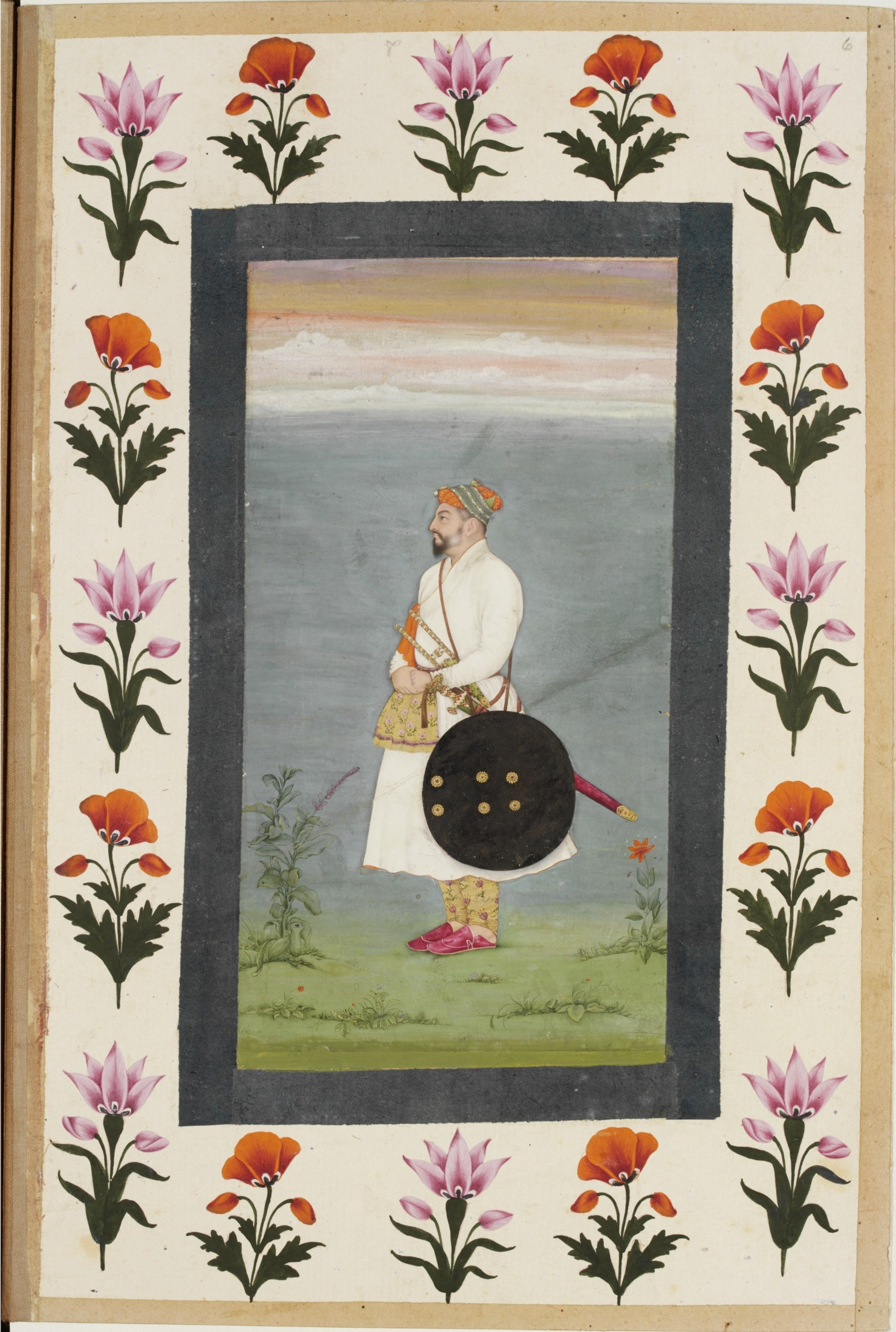
Een mansabdar (militair officier). Minatuurschildering in de Mogolstijl, rond 1635-1640, Victoria and Albert Museum

### Bestuur en inrichting
Het Mogolrijk had, in sterke tegenstelling tot zijn voorloper, het sultanaat Delhi, een sterk centralistisch bestuur. De padishah (keizer) werd terzijde gestaan door een wakil (een soort minister-president), die dagelijks leiding aan het centrale bestuur gaf.
De belangrijkste functie onder de wakil was die van diwan-i kull of wazir-i mamalik, de schatbewaarder en minister van financiën. Deze stond boven de diwan-i khalisa, het hoofd van de belastingwinning, de diwan-i tan, die verantwoordelijk was voor het uitbetalen van geld aan staatsbeambten, de mustaufi (financiële controleurs) en de mir saman, de beambte die verantwoordelijk was voor het bestuur van het hof en de keizerlijke werkplaatsen. Een andere ambtenaar die onder de diwan-i kull viel, was de mir bakhshi. Deze had een militaire rang en functie: hij was verantwoordelijk voor de tucht binnen het leger en het bestuur daarvan.
De hoogste rechterlijke macht, de qadi al-qudat, werd bekleed door de sadr as-sudur. Dit waren voor religieuze zaken aangestelde beambten die direct onder de padishah vielen. Omdat de rechtspraak in het Mogolrijk voornamelijk op het islamitische recht (de sharia) gebaseerd was golden zij ook als hoogste rechters.
Het rijk was ingedeeld in een wisselend aantal subahs (provincies, in de tijd van Akbar waren er tien). Aan het hoofd van een subah stond een gouverneur of stadhouder (sipasalar, nizam-i suba of subadar). Subahs waren onderverdeeld in sarkars (districten), en die weer in pargana's (onderdistricten, elk met een bepaald aantal dorpen). De gouverneur van een subah had onder zich een administratie gebaseerd op de bestuursstructuur aan het hof van de padishah. De provinciale beambten in die lokale administratie waren echter verantwoording schuldig aan de centrale machthebbers aan het Mogolhof en niet aan de gouverneurs. Op deze manier had het rijk een zeer efficiënte bestuurlijke hiërarchie, die het de centrale machthebbers mogelijk maakte grote invloed uit te oefenen op het lokale bestuur.
Deze bestuurlijke organisatie zorgde in combinatie met de enorme omvang van het rijk voor een enorme bureaucratie, die sterk vatbaar zou blijken voor corruptie. Onder Akbar was het systeem, met name in de centrale subahs, uiterst efficiënt, maar al ten tijde van zijn opvolger Jahangir begon de klad erin te komen: militairen werden steeds vaker met land beloond en hoge functionarissen voerden onderlinge oorlogjes uit. In het latere deel van zijn regering concentreerde Aurangzeb zijn aandacht uitsluitend op de oorlogsvoering, zodat het toezicht op lokale bestuurders verslapte. Deze maakten gretig gebruik van de situatie door een groter deel van de belasting achter te houden en zich de macht toe te eigenen de eigen opvolger aan te wijzen. De posities van de lokale machthebbers werden steeds vaker erfelijk. Eenmaal in gang gezet bleken Aurangzebs opvolgers niet in staat de decentralisatie te stoppen. Een voor een raakten de gouverneurs van Haiderabad, Bengalen en Avadh onder het centrale gezag vandaan. Hoewel deze vorsten de Mogolkeizer in naam bleven erkennen als opperheer, kwam hun de facto onafhankelijkheid tot uiting in het stopzetten van betalen van belastingen en uitblijven van militaire steun aan de Mogols. Het bestuurlijke systeem van het Mogolrijk had evenwel twee en een halve eeuw na Akbars dood standgehouden: een beter bewijs voor diens bestuurlijke genie is slecht denkbaar.

### Verpanding en belasting
In tegenstelling tot de sultans van Delhi, verliep de verpanding onder de Mogols meer met stabiliteit op de lange termijn in gedachten. Onder de Lodi's was het gebruikelijk bij nieuwe veroveringen het land in leen te geven aan militairen, die zodoende snel beloond werden en tevreden gehouden konden worden. Het gezag van de sultan werd lokaal vertegenwoordigd door zijn militaire leenheren (de jagirdars), die als functie hadden in het hen toegewezen gebied (de jagir) de belastingen op te halen. Het eigendom van het land viel echter onder de staat. De functie van jagirdar was meestal erfelijk. Dit systeem had als nadeel dat de jagirdars zich na verloop van tijd steeds onafhankelijker van het centrale gezag gingen gedragen, zodat het aandeel van de belasting dat naar het centrale hof ging, relatief afnam.
De verpanding van het rijk bestond naast de gebruikelijke jagirs ook uit khalisa (kroonlanden), waarvan de gehele belastingopbrengst rechtstreeks naar de padishah ging. In een jagir had de jagirdar recht op een bepaald deel van de belastingopbrengst. De rest diende hij onder toezicht van staatsbeambten aan het Mogolhof over te dragen. Om het gevaar van het ontstaan van regionale clans of macht tegen te gaan, werden de jagirdars regelmatig overgeplaatst naar andere delen van het rijk, tenminste zolang het centraal gezag van de Mogols standhield (tot de vroege 18e eeuw). Een nadeel van dit gebruik was dat de jagirdars weinig binding hadden met het gebied dat ze bestuurden en de bewoners. Gewoonlijk waren de jagirdars bezig zo veel mogelijk geld uit hun posities te vergaren, voor ze naar een ander deel van het rijk werden overgeplaatst.
Nadat Babur het sultanaat Delhi had onderworpen, nam hij het jagirsysteem over van de Lodi's. Zijn opvolger Humayun probeerde de bestuurlijke organisatie volgens astrologische principes in te delen, zo werden bestuurstaken ingedeeld bij vier elementen (aarde, water, vuur en lucht - de verpanding viel onder aarde). In de praktijk veranderde deze bestuurlijke reorganisatie niet veel. Sher Shah Suri daarentegen voerde een organisatie in op pragmatische gronden, die door Akbar werd overgenomen en verder verbeterd.
Onder Sher Shah werd de hoogte van de pacht (de belastingopbrengst) voor elk stuk land apart vastgesteld aan de hand van het prijsniveau ter plaatse. Akbar ging verder: hij trok alle oude lenen in en liet deze opnieuw opmeten. Voor elk stuk land liet hij de lokale prijzen en waarde van de oogst vaststellen, gemiddeld over een periode van tien jaar. De belasting voor de boeren bedroeg een derde van de op die manier berekende waarde van hun productie, in geld of natura. Dit had voor de boeren als voordeel dat ze niet het slachtoffer van een misoogst konden worden. Akbars systeem werd op een onbekend moment weer opgegeven door zijn opvolgers. Naast de belasting op grond of grondopbrengst hief het Mogolhof ook andere vormen van belasting, zoals tolheffing, erfbelasting en de hoofdelijke belasting voor niet-moslims (de djizja, onderdeel van de sharia). De laatste werd in 1564 door Akbar afgeschaft, om pas in 1679 door Aurangzeb weer te worden ingevoerd.

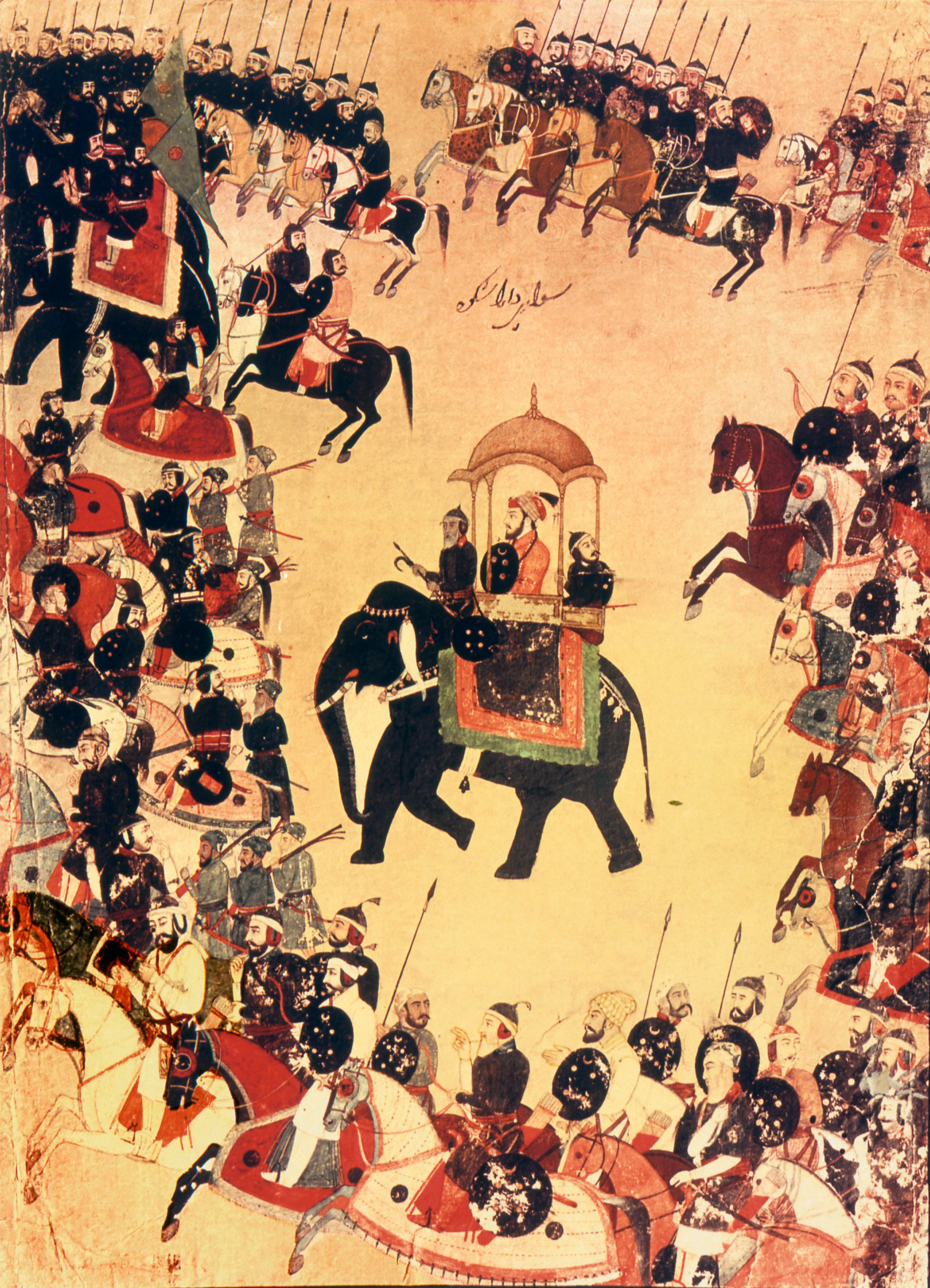
Prins Dara Shikoh, de oudste zoon van Shah Jahan, voert zijn leger aan. 17e-eeuws miniatuur.

### Militaire organisatie
Het Mogolrijk was, net als andere grote rijken uit de Indiase geschiedenis, zuiver een landmacht. Ondanks het economisch belang van de overzeese handel deden de Mogols weinig pogingen een sterke vloot op te bouwen. Akbar en Aurangzeb lieten dan wel enkele zeewaardige kanonnenschepen bouwen, maar hun aantal was vergeleken bij de Europese koloniale machten klein.
Een militaire rang (een mansab) was onder de Mogols essentieel om een functie in het leger of de bestuurlijke organisatie te kunnen bekleden. Het toebehoren aan een bepaalde familie kon helpen, maar een uitgebreide erfadel die een politieke klasse vormde als in Europa bestond niet. De macht van een persoon hing in het Mogolrijk alleen af van diens militaire rang, of die persoon nu in het leger werkzaam was of niet. Zelfs de kunstenaars aan het hof hadden militaire rangen. Als gevolg waren officiële functies alleen door middel van een militaire carrière te bereiken. Omgekeerd had lang niet elke drager van een militaire titel (een mansabdar) ook een officiële functie. Alleen de padishah kon nieuwe mansabdars benoemen, ze promoveren of degraderen.
De militaire rang of mansab van een persoon verwees naar hoeveel cavalerie-eenheden de persoon commandeerde. De mansabars hadden, om geld te besparen, echter de gewoonte het aantal ruiters onder hun bevel in vredestijd te verlagen. Als gevolg moest de keizer in oorlogstijd hun inkomen verhogen om hetzelfde aantal ruiters te kunnen mobiliseren. Om deze inflatoire werking in te dammen voerde Akbar een dubbel rangsysteem in, waarbij de soldijgroep van een mansabdar (de zat) onafhankelijk van het aantal ruiters onder zijn bevel (de suwar) werd gemaakt.
De mansabdars werden om geld te besparen ook wel met jagirs beloond, met als gevolg dat in de loop der tijd steeds meer grond in het rijk aan jagirdars toebehoorde. Onder Akbar was dit percentage ongeveer 75%; onder diens opvolger Jahangir was het gestegen tot 95%. Nieuwe gebieden konden gebruikt worden om het groeiende aantal militairen tevreden te houden. Dit maakte het veroveren van meer gebied politiek steeds aantrekkelijker en is deels een verklaring voor de steeds verdere gebiedsuitbreiding van het rijk gedurende de 16e en 17e eeuw. Het feit dat de nieuwe gebieden in met name de Dekan veel minder vruchtbaar waren dan de riviervlaktes in Hindoestan zorgde voor ontevredenheid en ondermijnde langzaam de loyaliteit van de mansabdars.
De onder het bevel van de mansabdars staande eenheden vormden verreweg het grootste deel van het Mogolleger, zowel bij de cavalerie als infanterie. Daarnaast was er een kleinere staande krijgsmacht van voornamelijk cavalerie-eenheden, die direct onder de padishah stonden en de elite van het leger vormden. Waarschijnlijk was dit onderdeel nooit groter dan 45.000 man. Op hun hoogtepunt konden de Mogols in totaal tussen de 100.000 en 200.000 cavaleristen mobiliseren. Met lokale milities meegerekend zal het Mogolleger onder Akbar rond de 4,4 miljoen soldaten hebben gehad. Op een bevolking van 100 tot 150 miljoen is dat een indrukwekkend aantal.

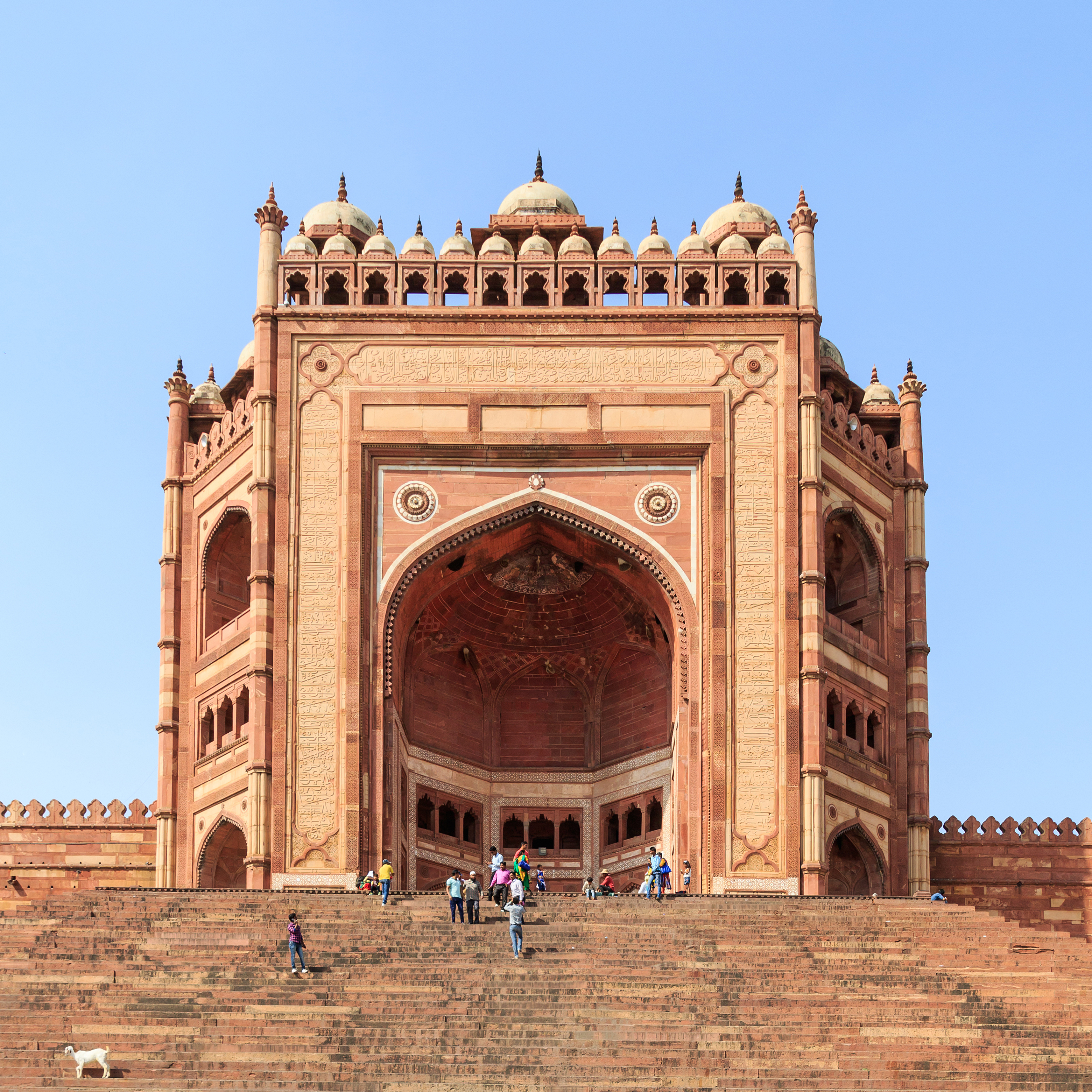
De Buland Darwaza was de belangrijkste stadspoort die Akbar in Fatehpur Sikri liet bouwen. De uit rode zandsteen en wit marmer opgetrokken poort had mede ten doel de bezoeker te imponeren. Fatehpur Sikri diende echter slechts 14 jaar (1571 tot 1585) als hoofdstad, waarna het hof zich naar Lahore verplaatste

### Hoofdsteden
In een sterk centraal bestuurde, absolutistische staat als het Mogolrijk doet de verblijfplaats van de monarch dienst als hoofdstad. De Mogols verplaatsten hun zetel echter regelmatig, zodat in de loop der tijd verschillende steden dienst hebben gedaan als hoofdstad.
De eerste stad die als min of meer vaste verblijfplek van een Mogolheerser diende was Agra. Dit was tot het begin van de 16e eeuw een onopvallend dorpje geweest, tot sultan Sikandar Lodi, die impopulair was in Delhi, zijn hof ernaar verplaatste. Babur nam Agra in 1526 over als hoofdstad van de Lodi's. Humayun begon de bouw van een nieuwe hoofdstad vlak ten zuiden van Delhi, die de naam Din-panah kreeg (oord van het geloof). De bouw begon in 1533, maar ten tijde van Humayuns vlucht naar Perzië was de stad nog niet klaar. Sher Shah en zijn directe opvolgers (1540-1555) regeerden vanuit Delhi. Op de plek van Humayuns bouwwerkzaamheden liet hij het fort Purana Qila bouwen.
Akbar begon zijn regering in Agra, maar begon in 1569 met de bouw van een nieuwe hoofdstad in Fatehpur Sikri, 30 km ten westen van Agra, omdat op deze plek de soefimysticus Salim Chisti leefde. In 1585, na de dood van de soefi, verplaatste Akbar zijn hof echter naar Lahore, van waaruit het makkelijker was de verdediging van het noordwesten van het rijk te organiseren. In 1598, aan het einde van zijn regering, keerde hij terug naar Agra.
In 1638 verplaatste Shah Jahan de hoofdstad van Agra naar Delhi, waar hij ter ere van zijn tienjarig regeringsjubileum een nieuwe stad liet bouwen, Shahjahanabad. De grenzen van Shajahanabad komen overeen met wat tegenwoordig Old Delhi genoemd wordt. De bouwwerkzaamheden waren in 1648 afgerond. Delhi bleef daarna tot het einde van de dynastie in 1857 hoofdstad, op een onderbreking tussen 1682 en 1707 na, toen Aurangzeb zijn hof vanwege de oorlog in de Dekan naar het naar hem genoemde Aurangabad verplaatste.
Het belang van de hoofdstad was echter relatief, want de Mogols waren vaak voor langere tijd onderweg door hun rijk, op veldtocht, op langdurige jachtpartijen of om provinciale beambten te bezoeken en controleren. Deze mobiele regeerstijl was ongetwijfeld een erfenis van hun Centraal-Aziatische, Turks-Mongoolse voorouders, die op dezelfde manier gewoon waren door hun rijken te reizen. De reizen van de vorst waren niet alleen bedoeld om lokale functionarissen te controleren, het diende ook een gevoel dat hij alom aanwezig was bij zijn onderdanen achter te laten. Tussen 1556 en 1739 zijn de Mogolkeizers ongeveer 40% van de tijd niet in hun hoofdstad geweest.
Een geliefd reisdoel was Kasjmir, dat het hof vanwege zijn koelere bergklimaat een welkome afwisseling bood ten opzichte van de zinderende hitte van de zomer in de Hindoestaanse vlakte. Alleen Jahangir al bracht tijdens zijn 36-jarige regering 30 bezoeken aan Kasjmir. Het hof streek echter ook geregeld een paar maanden neer in andere provincies, zoals in de Dekan of in het noordwesten, meestal omdat de aanwezigheid van de padishah vereist was om militaire bedreigingen te bezweren.
Het hof reisde in zijn geheel mee op de tochten van de keizer. Op de verblijfplaatsen werd een kamp van grote, wijde tenten ingericht. Er werden echter twee maal zoveel tenten meegenomen als noodzakelijk, zodat terwijl de vorst op een bepaalde plek overnachtte, reeds een identiek kamp op de volgende overnachtingsplek kon worden ingericht. Behalve de gehele hofhouding reisde een wisselend aantal cavalerie- en infanterie-eenheden mee, afhankelijk van het doel van de reis. Europese ontdekkingsreizigers die in de 17e eeuw het reizende Mogolhof bezochten, berichtten dat het kamp de schaal had van een mobiele stad. De Franse arts en ontdekkingsreiziger François Bernier (1625–1688) bezocht het kamp van Aurangzeb in de Punjab, en schatte dat het kamp plaats bood aan minstens 300.000 menselijke bewoners, en een vergelijkbaar aantal dieren.

## Economie

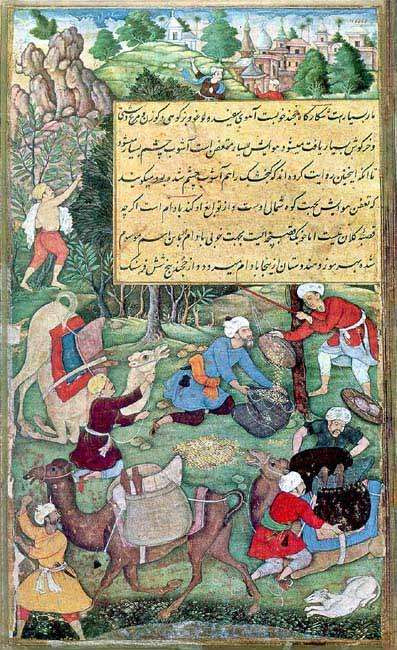
Illustratie uit de Baburnama van een boerenmarkt waar amandelen gewogen en verhandeld worden. Door Sur Das, rond 1598

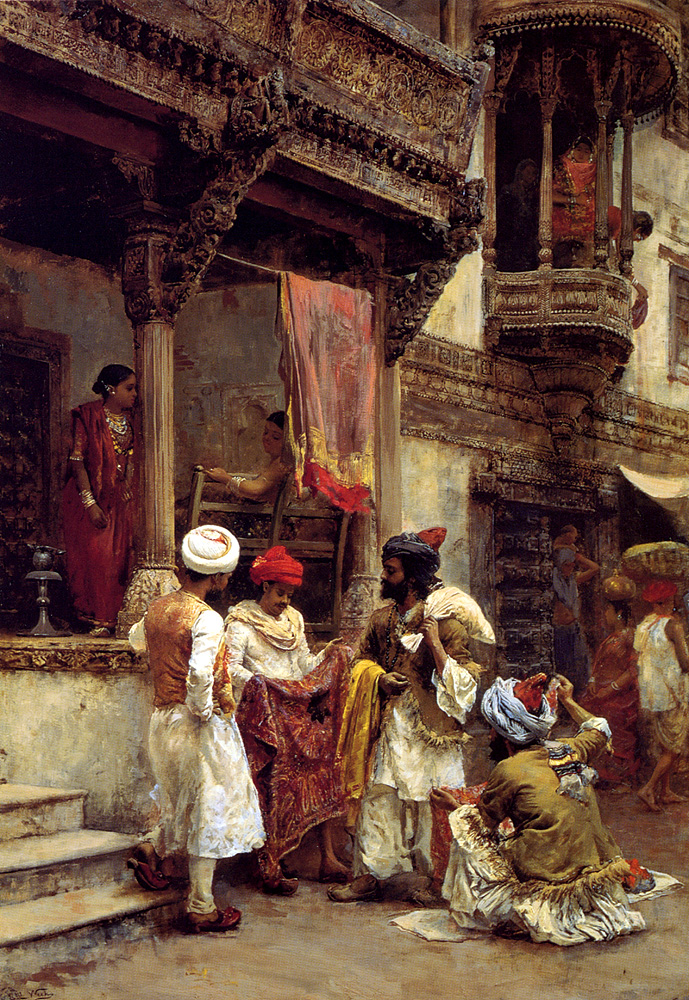
Handelaren in zijde, 19e eeuw

De economie van het Mogolrijk was voornamelijk gebaseerd op de landbouw, met name in de vruchtbare vlakten van Bengalen, Hindoestan en de Punjab. De meeste welvaart was afkomstig uit landbouwoverschotten en de staatsinkomsten werden gedomineerd door belastingen voor de boeren. Maar omdat de boeren een kwart tot de helft van hun productie moesten inleveren, hadden de meesten van hen net voldoende middelen om te overleven. De in natura vergaarde belastingopbrengst werd opgeslagen om ten goede te komen aan het Mogolhof en het leger, waaronder het militair georganiseerde lokale bestuur. Vanaf de tijd van Akbar werd de belasting steeds vaker niet in natura, maar in geld opgehaald. Onder Shah Jahan werd de belastingdruk op de boeren verder verhoogd om diens grote bouwprojecten te kunnen financieren. Desondanks was de gemiddelde levensstandaard van een boer in het Mogolrijk ook in die tijd nog altijd een derde hoger dan die van een boer in West-Europa.
Opvallend is hoe weinig de staat investeerde in het stimuleren van de productieve sectoren van de economie. Hoewel onder Akbar de belangrijkste wegen verbeterd werden en door de uitgave van waardepapier de handel en handwerkindustrie enigszins gestimuleerd werden, vormden deze investeringen eerder uitzondering dan regel. Hoewel in de grotere steden staatsfabrieken (karkhana) gebouwd werden voor metaalbewerking, textiel, sieraden en andere luxegoederen, bleef de gezamenlijke economische waarde van deze ondernemingen gering. Op het platteland werd het meeste handwerk thuis gemaakt en op de lokale markt verhandeld tegen natura. De meeste dorpsgemeenschappen waren autarkisch met een kleinschalige economische kringloop.

### Landbouw
De overgrote meerderheid van de bevolking werkte in de landbouw. De belangrijkste gewassen waren tarwe en rijst, zoals ook tegenwoordig in India nog het geval is, en gierst. In met name Bengalen werden ter vervaardiging van textiel ook katoen en jute verbouwd. Vanaf de tweede helft van de 16e eeuw werden veel nieuwe gewassen geïntroduceerd, die door Europese handelaren uit de Amerika's waren meegebracht: tabak, mais, aardappels, diverse fruitsoorten zoals ananas, guave en custardappels. Ook de chilipeper, die tegenwoordig niet uit de Indiase keuken is weg te denken, werd in deze tijd uit Amerika geïntroduceerd. Jahangir liet uit Perzië wijnstruiken overkomen en onder Shah Jahan werden uit datzelfde land honingmeloenen geïntroduceerd.
Ondanks de introductie van nieuwe gewassen veranderde het landbouwsysteem onder de Mogols nauwelijks. De boeren waren geen lijfeigenen, maar vielen onder een jagirdar (leenheer) of zamindar (adellijke grootgrondbezitter), aan wie een bepaald deel van de opbrengst toekwam. Dit aandeel hing mede af van welk gewas verbouwd werd: commerciële gewassen als indigo of papaver werden hoger belast dan voedselgewassen. De kavels waren gewoonlijk klein en droogten en misoogsten leidden gewoonlijk snel tot hongersnoden.

### Industrie
De productie van handwerk vond voornamelijk plaats in kleine werkplaatsen, die tegelijk als winkel konden fungeren. Anders werden handwerkproducten in de bazaars verkocht. Alleen voor kostbare luxegoederen waren er grotere werkplaatsen met meerdere vast aangestelde arbeiders. Een uitzondering hierop vormden de staatswerkplaatsen (karkhana), die echter maar een klein deel van de totale economie innamen.
Verreweg het belangrijkste handwerkproduct was textiel. Het centrum van de katoenweverij was Gujarat, een rijke provincie die ook op het gebied van de vervaardiging van wapens, verfstoffen, parfums, meubelen en de scheepsbouw een leidende rol innam. Een andere provincie met een relatief grote handwerkindustrie was Bengalen, dat vooral belangrijk was in de productie van jute en grove zijde. De verwerking van wol daarentegen concentreerde zich voornamelijk in Kasjmir en rond de stad Lahore. Tapijten werden geweven in het centrum van het rijk, in Agra, Delhi en Lahore. Een ander centrum van tapijtweverij was de provincie Sindh. Agra was daarnaast een centrum van edelsmeedkunst, met name goud- en zilverwerk.
Het rijk had daarnaast voldoende grondstoffen: ertsen en salpeter werden gewonnen in de Dekan en de noordwestelijke berggebieden. De Dekan leverde daarnaast ook edelstenen. De mijnen van Golkonda (door Aurangzeb hernoemd tot Haiderabad) waren een rijke vindplaats van diamanten. Zoutwinning vond onder andere plaats in de buurt van Jhelum in de Punjab en Ajmer in Rajputana.

### Buitenlandse handel
Het belangrijkste uitvoerproduct van het Mogolrijk was textiel: met name katoen, maar ook zijde. Dit werd vooral uitgevoerd naar Europa, (daar met name naar Nederland), maar ook naar Zuidoost-Azië, Oost-Afrika en Japan. In de tijd van Jahangir kwam twee derde van de wereldwijde productie van zijde uit het Mogolrijk. Katoen raakte tijdens de Mogols geleidelijk belangrijker als exportproduct naar de Europese markt. Naast textiel waren de belangrijkste exportproducten specerijen, rietsuiker, ivoor, en in toenemende mate thee, opium en verfstoffen, zoals ultramarijn, indigo of Indisch geel.
Omdat het rijk arm was aan edelmetalen, was het voor de muntslag noodzakelijk continu zilver en goud te importeren. Andere belangrijke importproducten waren paarden en koffie uit Arabië, textiel, tapijten en wijn uit Perzië, zout uit Tibet, porselein uit China, ebbenhout uit Oost-Afrika en luxegoederen uit Europa. Tot Akbar een verbod op slavernij uitvaardigde was er een bloeiende slavenhandel met Afrika.
De zeehandel werd gedomineerd door buitenlandse mogendheden, een gevolg van het feit dat het rijk geen vloot van betekenis had. Arabische handelaren hadden sinds eeuwen de handel tussen India en het Midden-Oosten gedomineerd. In de 16e eeuw lukte het de Portugezen de lucratieve zeehandel van het Mogolrijk met Europa in handen te krijgen. Het Portugese handelsmonopolie werd in de 17e eeuw doorbroken door de opkomst van andere Europese handelsmachten, met name de Engelsen en de Nederlanders. De Europeanen richtten met toestemming van de Mogolkeizer langs de kusten van India handelsposten in. De belangrijkste uitvoerhaven van het Mogolrijk was echter Surat in Gujarat. Een belangrijke goederentransportroute liep vanaf Agra en Delhi over Barhanpur en Gwalior naar Surat.
De handel over land verliep voornamelijk over Afghanistan. De handelsroutes over dit land, dat onderdeel was van het rijk, waren al eeuwen oud en werden tijdens de Mogols nog steeds volop gebruikt. De route liep van de Punjab over Kabul naar Centraal-Azië, waar de handelaren via de zijderoute naar het Mingkeizerrijk in China trokken. Naar het westen toe liep een andere handelsroute over Multan en Kandahar naar Perzië. Vanaf Bengalen trokken handelaren langs de kust naar Birma en Zuidoost-Azië.
Hoewel Europa altijd al een belangrijke exportmarkt was geweest voor India, steeg het belang van de export vanwege de toegenomen welvaart in Europa onder de Mogols verder. Als gevolg was de economie van het Mogolrijk gevoelig voor gebeurtenissen in Europa. De uitbraak van de Dertigjarige Oorlog in Europa zorgde bijvoorbeeld aanvankelijk voor opbloei van de handel vanwege de gestegen vraag naar salpeter. Dezelfde oorlog in Europa zorgde echter voor een afname van ongeveer 20% in de export van katoen en ongeveer 15% in de export van verfstoffen. Met de door toenemende decentralisatie veroorzaakte afname van de belastinginkomsten in de 18e eeuw werden de Mogols nog sterker afhankelijk van de buitenlandse handel. De Britten waren zich van dit feit bewust en gebruikten het bij onderhandelingen als pressiemiddel.

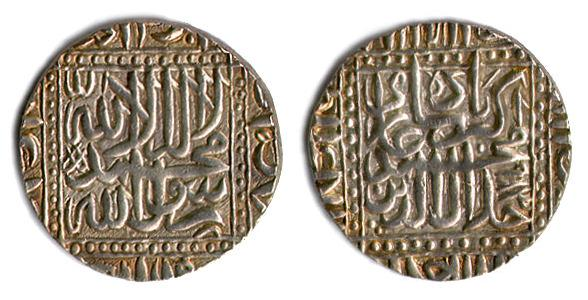
Zilveren roepie van keizer Akbar, jaartal AH 983 (1575-1576 n.Chr.), diameter 27 mm, 11,43 gram

### Muntwezen
De toenemende monetarisering van de Indiase economie tijdens de 16e en 17e eeuw had het mogelijk gemaakt op grotere schaal munten te laten slaan dan onder de sultans van Delhi gebeurde. Sher Shah en Akbar hervormden het geldsysteem. De eerste voerde de eerste roepie in. Oorspronkelijk was dit een zilveren munt met een gewicht van 11,5 gram. Dankzij omvangrijke muntslag werd de roepie onder Akbar de standaard betalingseenheid van het rijk. Een zilveren roepie was onderverdeeld in 40 koperen dam. Daarnaast voerde Akbar de gouden mohur in, die gelijkwaardig was aan acht zilveren roepies. Ten tijde van het Mogolrijk daalde de waarde van zilver echter ten opzichte van goud door de grote zilverproductie in Amerika. Dit maakte het lastig om de vaste verhouding tussen gouden en zilveren munten te handhaven. Dit nadeel van de zilveren standaard was een wereldwijd fenomeen.
De muntslag werd verricht in duizenden munthuizen, verspreid over het rijk. Ook in de nadagen van het Mogolrijk bleven de lokale heersers munten slaan in de stijl en met de naam van de Mogolkeizer, onder hen ook de Britse East India Company.
Banken als de Bank of Hindustan (opgericht 1770) of The General Bank of India (1786) drukten aan het einde van de 18e eeuw op kleine schaal bankbiljetten, maar papiergeld ging pas onder de Britten een belangrijke rol spelen.

## Kunst en literatuur

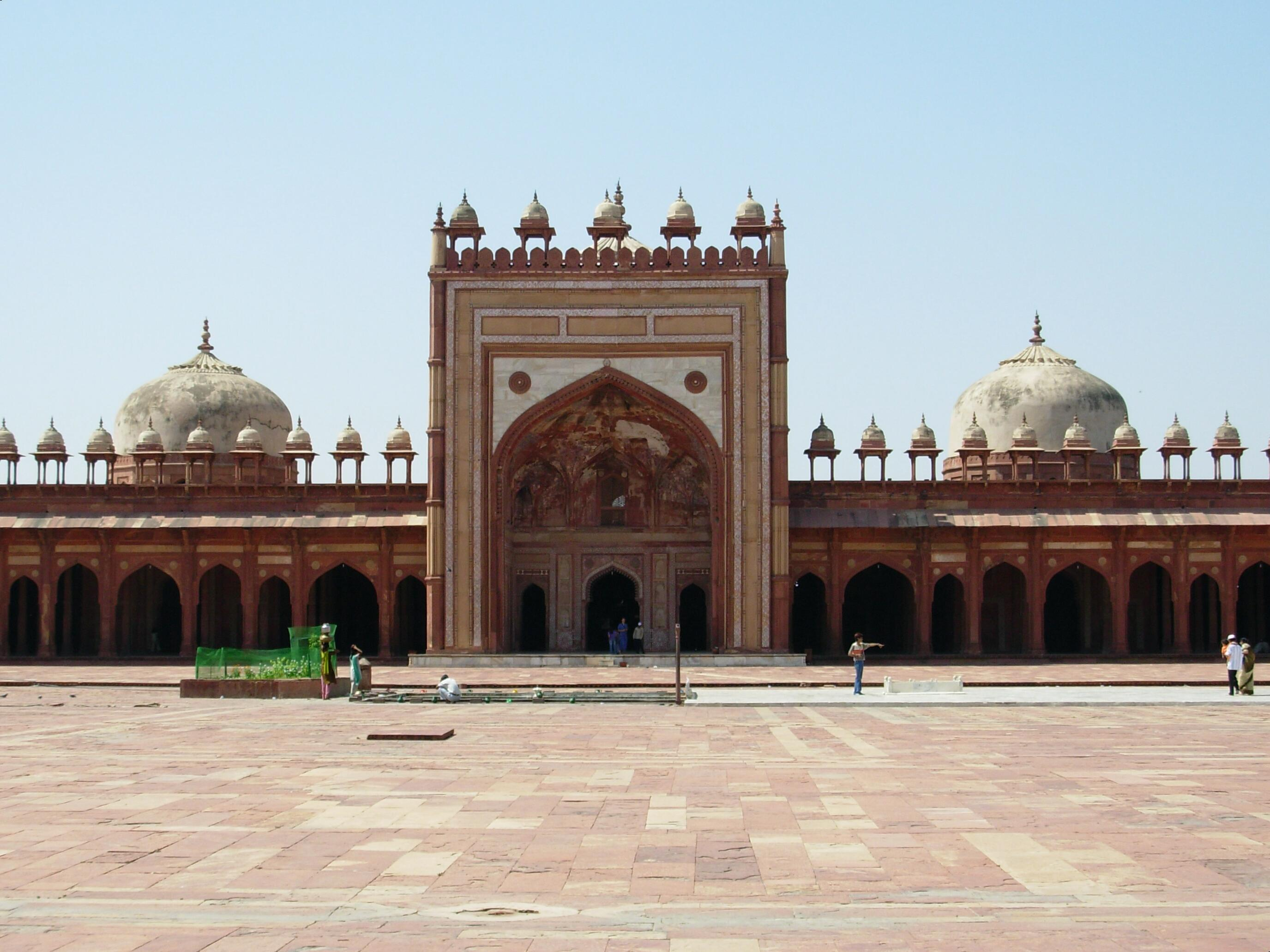
De vrijdagmoskee van Fatehpur Sikri (1571-1574) is een voorbeeld van de vroege bouwstijl van de Mogols onder Akbar die relatief sterke inheems-Indiase invloeden had. De moskee heeft drie lotusvormige koepels, maar geen minaretten. Typisch zijn de uit de Indiase architectuur overgenomen chattri's, de kleine sierpaviljoens die het dak tooien. De hoge, rechthoekige portaalgevels (pishtaq) zijn juist overgenomen uit de Perzische moskeebouw

De kunst die de Mogols lieten vervaardigen vormt een hoogtepunt onder het cultureel erfgoed van het zuiden van Azië. Met name op het gebied van architectuur, maar ook bij bijvoorbeeld de miniatuurschilderkunst en literatuur ontwikkelde zich een eigen stijl waarin Centraal-Aziatische, Perzische en Indiase elementen versmolten. Bouwwerken als de Taj Mahal behoren tot de bekendste ter wereld en zijn in de wereldwijde perceptie van Zuid-Azië gezichtsbepalend. Dat is te meer opmerkelijk omdat eerdere grote rijken in het gebied relatief weinig grote monumenten hebben achtergelaten.

### Bouwkunst
Het tijdperk van de Indo-Islamitische architectuur was begonnen met de stichting van het sultanaat Delhi in de vroege 13e eeuw. Aan de randen van het sultanaat, met name in Gujarat, was een hybride islamitische stijl ontstaan, die veel elementen uit de Indiase tempelbouw overnam, zoals plastische, elegante vormen van zuilen en pilaren, of dynamische bloemmotieven. In Hindoestan zelf bleef de islamitische bouwstijl dicht bij zijn Perzische en Centraal-Aziatische wortels. In deze strenge, statische vormgeving lag de nadruk meer op vlakken dan op vormen. De onder Humayun en Sher Shah gebouwde vesting Purana Qila (1533-1545) en het mausoleum van de laatste in Sasaram (Bihar, 1540-1545) laten echter duidelijk Indiase invloeden zien en lopen daarmee op de Mogolstijl vooruit.
De belangrijkste bouwwerken van de Mogols waren moskeeën (masjid), monumentale mausolea (maqbara), paleizen (mahal) en vestingen (qila). Humayun haalde Perzische architecten naar Hindoestan, maar al direct was sprake van sterke Indiase invloeden. 
De Mogolstijl was echter meer dan een eclectische combinatie van islamitische en Indiase elementen. Behalve de uit de Indiase architectuur stammende speelse vormen onderscheidt ze zich ook van vroegere islamitische architectuur door een geheel eigen, decoratieve uitbundigheid.

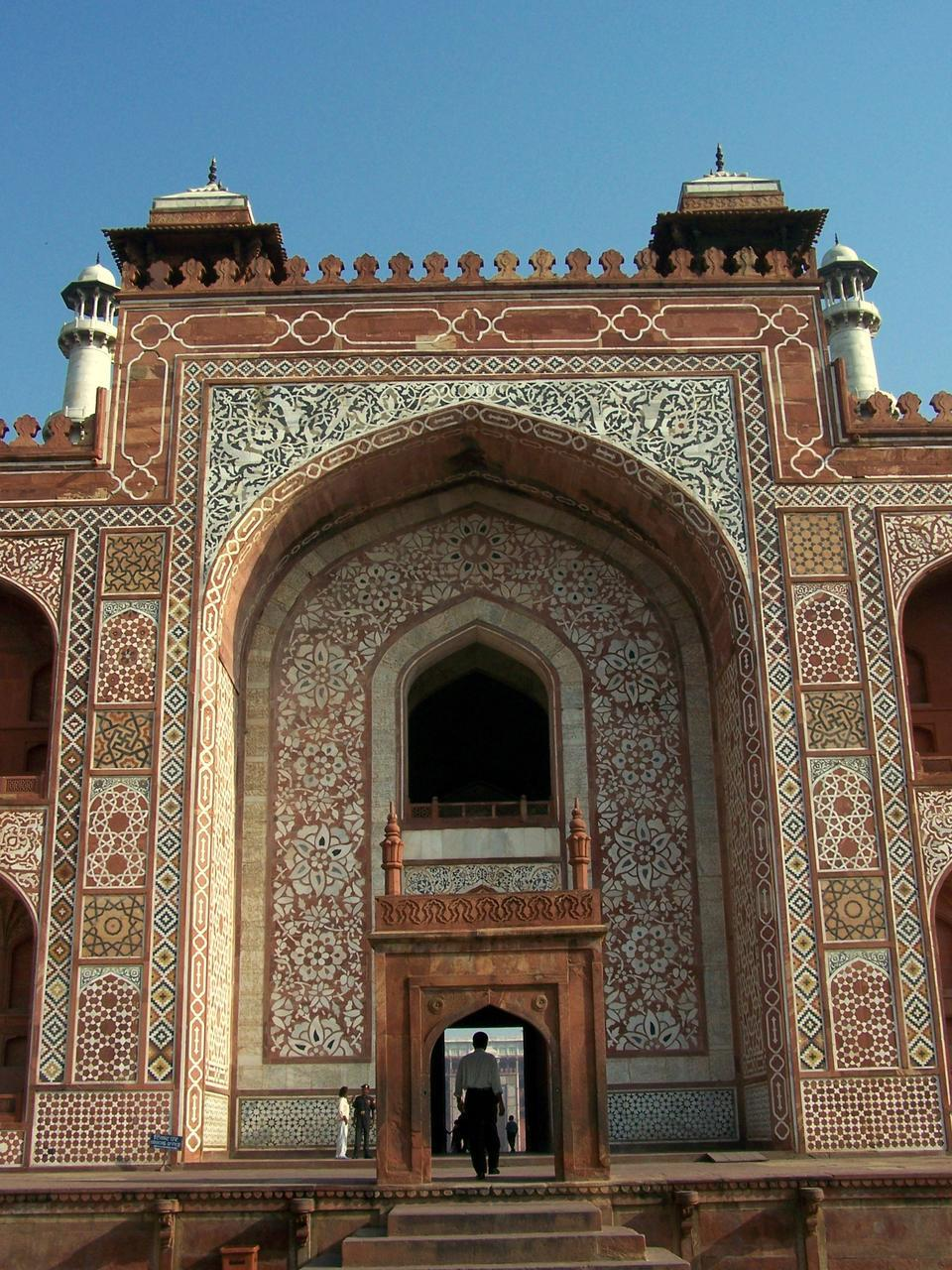
Met wit marmer ingelegde bloemmotieven in rode zandsteen in de belangrijkste toegangspoort tot het mausoleum van Akbar in Sikandra

Een sterk vernieuwend bouwwerk was het mausoleum van Humayun zelf, in Delhi (1562-1570). Alle typische elementen van de Mogolstijl zijn hierin al aanwezig. Het gebouw is omringd met een door rechte waterlopen in vierkanten ingedeelde tuin met ommuring. Typisch zijn de vierkante, symmetrische vorm van het gebouw en de naar buiten geopende portalen (iwan), waarbinnen vensters geplaatst zijn, afgedekt met delicate, uit marmer uitgehouwen schermen (jali's). De jali's werpen binnenin het gebouw, in de ruimte van de eigenlijke tombe, geometrische lichtpatronen op de vloer die poëtisch het goddelijke licht genoemd werden. Nog belangrijker is echter de koepel, die in tegenstelling tot de lage koepels uit de eerdere Indiase architectuur een hoge uivorm heeft, zoals in de Perzische bouwstijl gebruikelijk. Aan de zijkanten van het dak bevinden zich series kleine paviljoenen, die elk met een eigen koepeltje getooid zijn. Deze chattri's zijn typisch voor de Mogolstijl en overgenomen uit de Indiase bouwkunst.
De vrijwel geheel in rode zandsteen opgetrokken paleizen die Akbar in Fatehpur Sikri liet bouwen (1569-1574) vertonen sterke inheems-Indiase kenmerken die later niet meer terugkomen. De grote aantallen slanke zuilen waarop meerdere verdiepingen rustten lijken bijvoorbeeld overgenomen van het paleis van de radja's van Gwalior. Ook Akbars eigen mausoleum (1605-1613) in Sikandra (10 km buiten Agra) vertoont sterke Indiase invloeden. Het hoofdgebouw is hier eveneens omringd door een strak in vierkanten verdeelde tuin, maar de enorme monumentale toegangspoorten zijn gedecoreerd met uitbundige bloemmotieven en vier puur ter versiering dienende minaretten. Het dak van het gebouw heeft in plaats van een grote centrale koepel drie boven elkaar liggende rijen chattri's.

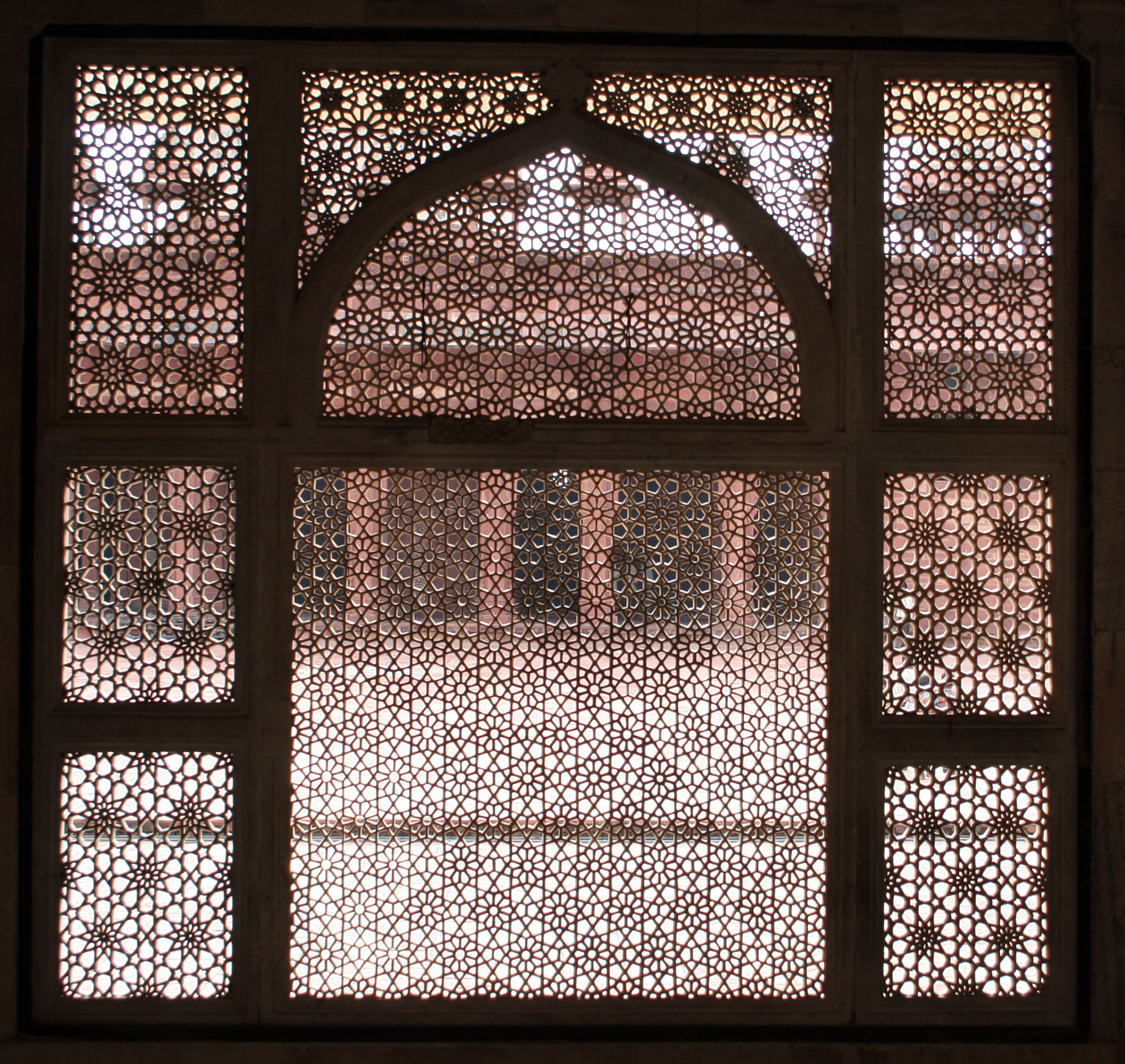
Een bijzonder grote jali in het mausoleum van Salim Chishti in Fatehpur Sikri. Het delicate rasterwerk is uitgehouwen uit een enkel stuk wit marmer

Het gebruik van rode zandsteen als hoofdmateriaal is kenmerkend voor met name de vroege Mogolstijl en berust waarschijnlijk op praktische gronden. Dit materiaal was namelijk in het centrum van het rijk in grote hoeveelheid beschikbaar. Behalve in moskeeën, paleizen en mausolea was het ook het belangrijkste materiaal in de forten van Agra en Delhi, die om die reden beide de naam lal qila (rood fort) dragen. Een uitzondering is het kleine maar zeer elegante mausoleum van Salim Chishti in Fatehpur Sikri (1580-1581), dat geheel uit wit marmer bestaat. Opvallend zijn de grote, fragiele jali's in het gebouwtje.

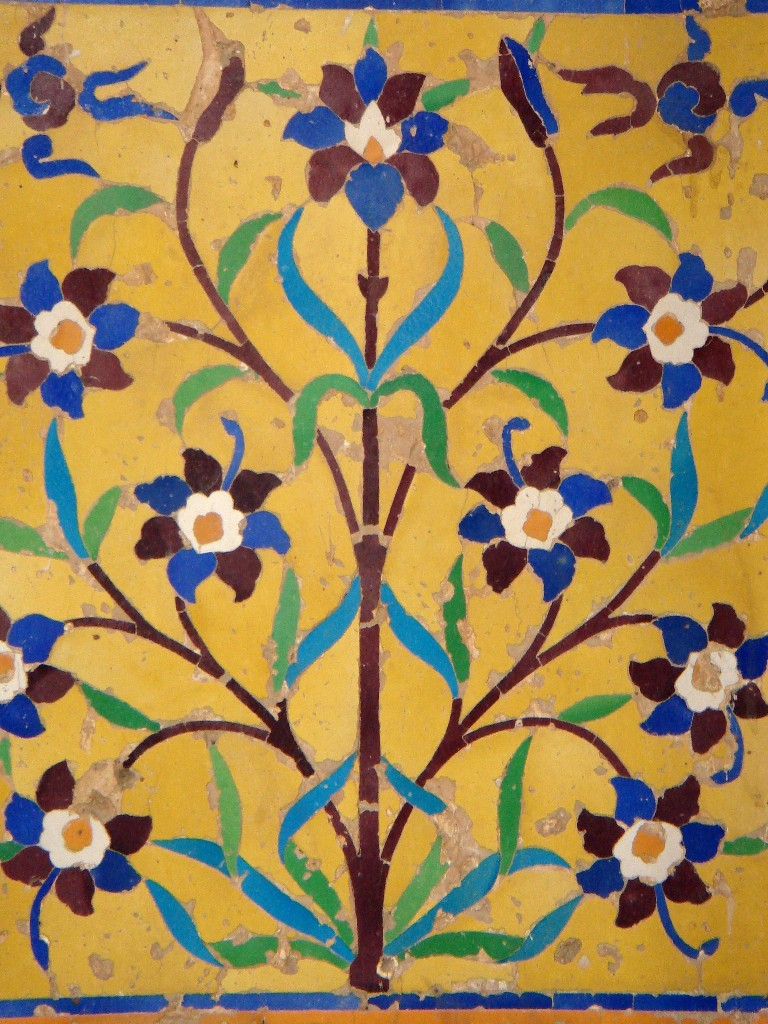
Ingelegd porseleinen tegelwerk (kashi) met bloemmotieven in het mausoleum van Jahangir, Lahore

Het hoogtepunt van de Mogol-architectuur kwam echter onder Shah Jahan. De belangrijkste bouwwerken uit deze periode zijn de Taj Mahal en toevoegingen aan de paleizencomplexen in de forten van Agra en Delhi. Shah Jahan liet geen middelen ongebruikt om tot wat hij als de hoogste perfectie zag te komen. In plaats van rode zandsteen liet hij wit marmer gebruiken, in belangrijke gebouwen ingelegd met kostbare halfedelstenen (een techniek die pietra dura wordt genoemd). Een vroeg voorbeeld van deze ontwikkeling is het mausoleum van Mirza Ghiyath Beg (1622-1628), vizier onder Jahangir en Shah Jahans schoonvader, in Agra. Opnieuw is het mausoleum omringd door een vierkante tuin (van die configuratie wijkt alleen de Taj Mahal af). Net als het mausoleum van Jahangir dicht bij Lahore (1627-1628), is het gebouw zelf omringd door vier sierminaretten. Het dak is, net als bij Akbars mausoleum, niet met een koepel, maar met een groot sierpaviljoen in Indiase paleisbouwstijl getooid. Het mausoleum van Jahangir is, naast de minaretten, belangrijk als een van de eerste bouwwerken waar ter decoratie felgekleurd ingelegd porseleinen tegelwerk gebruikt wordt. Deze kashi kunstvorm is typisch voor het noordwesten. Andere voorbeelden van kashi zijn de Wazir Khanmoskee van Lahore (1634-1641) en de vrijdagmoskee van Mathura (1662).

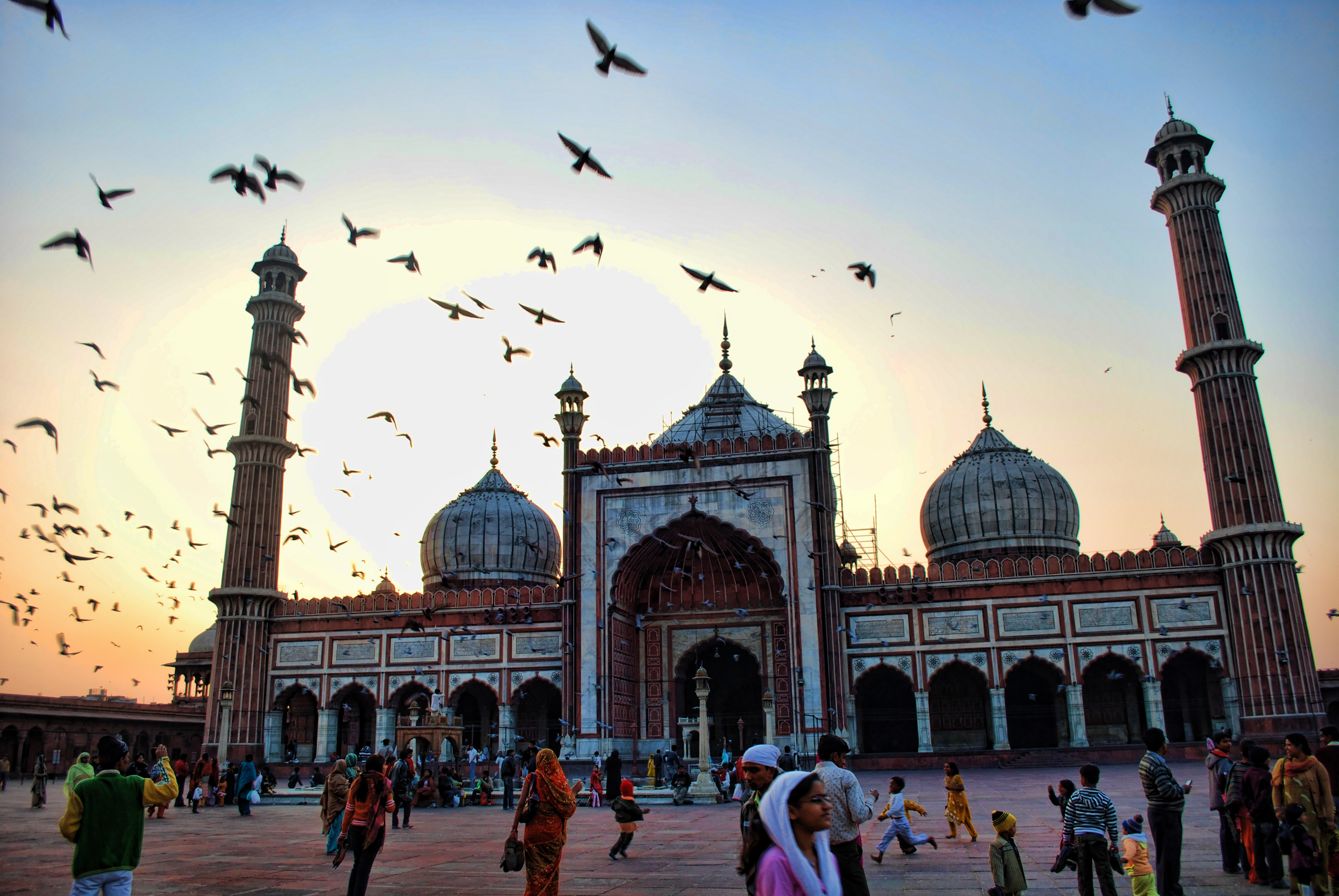
De Jama Masjid (vrijdagmoskee) van Delhi (1650-1656)

De Taj Mahal (1632-1653), het mausoleum dat Shah Jahan voor zijn vrouw Mumtaz Mahal bouwde, wordt beschouwd als het hoogtepunt van de Mogol-architectuur en een van de Zeven Moderne Wereldwonderen. Daarnaast is het mausoleum een symbool voor de staat India en zijn belangrijkste toeristische trekpleister. De Taj Mahal bevat geen nieuwe concepten vergeleken met eerdere Mogol-architectuur, maar wel zijn eerdere concepten in de Taj Mahal tot perfectie uitgewerkt. Shah Jahan bespaarde geen geld om de hoogste perfectie te bereiken: de perfecte symmetrie van het complex rond de Taj Mahal houdt onder andere in dat er zich aan oostelijke zijde een tweede moskee bevindt, die niet in de richting van de kibla georiënteerd ligt en daarom niet gebruikt wordt.
Rond deze tijd raakte de schatkist leeg zodat voor grootschalige bouwprojecten geen plek meer was. Een uitzondering vormde de bouw van twee grote moskeeën, de vrijdagmoskee van Delhi (1650-1656) en de Badshahimoskee van Lahore (1671-1673). Beide zijn late hoogtepunten van de Mogol-architectuur. Ze zijn gebouwd van rode zandsteen met wit marmer en hebben een grote, ommuurde binnenplaats en een gebedshal met drie grote uivormige koepels. Het mausoleum voor de belangrijkste echtgenote van Aurangzeb, Rubia Durrani, de Bibi Ka Maqbara in Aurangabad (1651-1661), laat vooral zien dat er weinig geld meer was. Het gebouw mist de perfecte symmetrie van de Taj Mahal en in plaats van wit marmer is stucco gebruikt, een uitvinding die in de tijd van Shah Jahan overkwam uit Europa.
Het mausoleum van Safdarjung (1754), vizier onder padishah Muhammad Shah, in Delhi, wordt gezien als het laatste grote bouwwerk in de Mogolstijl.

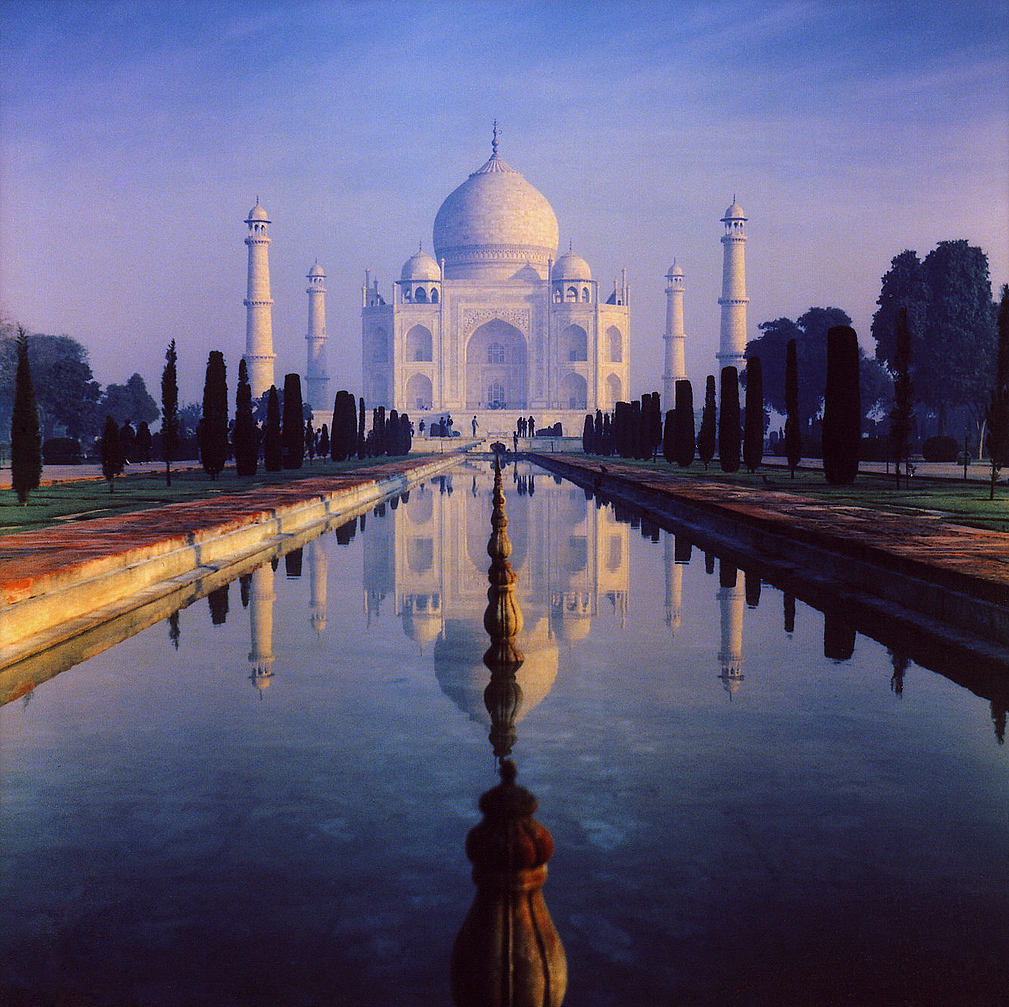
Voor de Taj Mahal ligt een vierkante tuin (char bagh) die door rechte waterlopen in vieren gedeeld is. De reflectie van het mausoleum in het water voegt toe aan de symmetrie

### Tuinarchitectuur
De Mogols namen hun voorliefde voor de aanleg van grote, ommuurde tuinen (rauza) over van de Perzen. In de Perzische cultuur is de perfecte tuin een afspiegeling van hoe volgens de soefistische traditie het paradijs eruit moet zien. De Perzische tuin is door rechte waterlopen, die de rivieren van het paradijs verbeelden, in vier vierkanten verdeeld, een opzet die char bagh genoemd wordt. Bij de Mogoltuinen zijn deze vierkanten op hun beurt soms ook weer in vieren verdeeld. Het resultaat is een zeer strak aangelegde formele tuin.
De meeste tuinen die de Mogols aanlegden dienden als essentiële toevoeging aan hun grote bouwprojecten, met name mausolea. In enkele gevallen legden ze echter ook op zich staande tuinen aan. Volgens de soefistische leer is het planten van de tuin een mystieke bezigheid, onderdeel van de zoektocht naar het goddelijke. In de Perzische cultuur toonde een heerser zijn culturele verfijndheid door persoonlijk in de tuin te werken, en van een aantal Mogolkeizers is bekend dat ze deze traditie volgden. Aangezien van Cyrus de Grote gezegd wordt dat hij zelf bomen plantte in zijn paleistuinen, gaat deze Perzische traditie mogelijk terug tot in de pre-islamitische Oudheid.
De eerste Mogolkeizer, Babur, liet tuinen aanleggen in Kabul, waarvan sommige gedeeltelijk nog steeds bestaan, zoals de Bagh-e Babur. Bekender zijn de tuinen die Jahangir liet aanleggen in Lahore (Shalimartuinen, 1640) en bij het Dalmeer in Kasjmir (eveneens Shalimartuinen en Nishat Bagh genaamd, 1616).

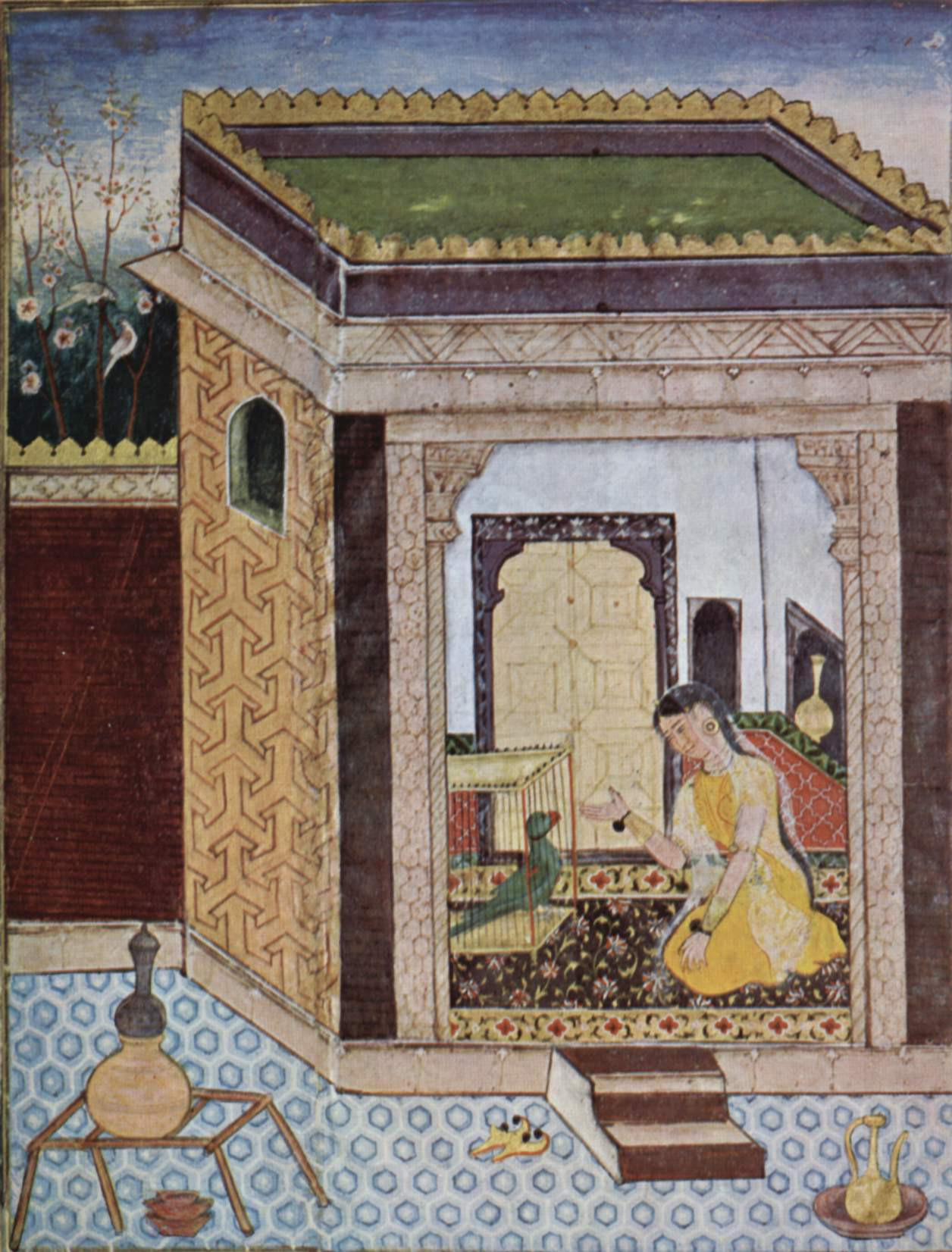
Meisje met papegaai. Miniatuur in vroege Mogolstijl, uit de zogenoemde Tutinama (het papegaaienboek), rond 1580

### Schilderkunst
Een van de kunstvormen die de Mogols meebrachten naar India was de miniatuurschilderkunst. Deze miniaturen waren uitsluitend bedoeld als illustraties van boeken en hadden daarom meestal een verticaal formaat. De Mogolstijl ontstond nadat Humayun in 1555 twee Perzische schilders, Mir Sayyid Ali en Abd al-Samad, uit zijn Perzische ballingschap meebracht naar India. Vanzelfsprekend was de stijl daarom zwaar gebaseerd op de Perzische (Safawidische) miniatuurschildering, maar er zijn ook Centraal-Aziatische (Timoeridische) en typische Indiase invloeden. Hoewel de orthodoxe islam het afbeelden van mensen en dieren afkeurt, kenmerkt de Perzische stijl zich door elegante dierfiguren en bloemmotieven. Ook in de Mogolstijl komen dieren en planten terug, met name ter illustratie van gedichten en kronieken. Verdere populaire motieven zijn scènes uit het hofleven, jachtscènes, en voor de eerste maal in de Indiase geschiedenis waarheidsgetrouwe portretten, van de keizerlijke familie en andere hoogwaardigheidsbekleders of edelen. Uit de tot de 18e eeuw dominante stijl van het Mogolhof ontstonden andere stijlen aan de hoven van regionale heersers, zoals de sultans van de Dekan, de Rajputheersers van Rajasthan (met name Ajmer en Amber/Jaipur) of de nawabs van Avadh.
De twee Perzische schilders werden aan het Mogolhof in staat gesteld leerlingen op te leiden, zodat een school ontstond, waarvan verreweg de meeste schilders Indiërs en hindoes waren. De datering van de miniaturen is gewoonlijk lastig omdat veel miniaturen kopieën van ouder werk zijn, waarbij ook de naam van de schilder en het jaartal mee gekopieerd werd. Een van de vroegste werken is het tussen 1558 en 1573 vervaardigde werk Hamzanama, dat oorspronkelijk ongeveer 1400 miniatuurschilderingen bevatte. Van de ongeveer 150 bewaard gebleven illustraties in het werk volgen sommigen de Perzische traditie: horizontale tekstdelen zijn geïntegreerd in vlakke, statisch overkomende illustraties. De meeste afbeeldingen bezitten echter duidelijke Indiase invloeden: een flexibelere compositie en dynamische, elegante figuren, waarbij tekst en illustraties zich naast elkaar bevinden. Anders echter dan bij oudere geïllustreerde hindoeïstische of jainistische manuscripten bevat elk folio in het werk een afbeelding.
In de daaropvolgende ontwikkeling versmelten de Indiase dynamiek en vrijzinnigheid met de Perzische technieken tot een eigen Mogolstijl. Deze stijl kenmerkt zich door het gebruik van cavalièreprojectie, overwegend puntsymmetrische composities en door verfvlakken verlevendigd met centraal gepositioneerde illustraties. Omdat Akbar de schilders opdracht gaf historische kronieken en de biografieën van zichzelf, Babur en Timoer te illustreren verbeelden veel van de schilderingen uit die tijd historische gebeurtenissen. Enkele belangrijke schilders uit de late 16e eeuw waren Daswanth, Basawan en diens zoon Manohar.

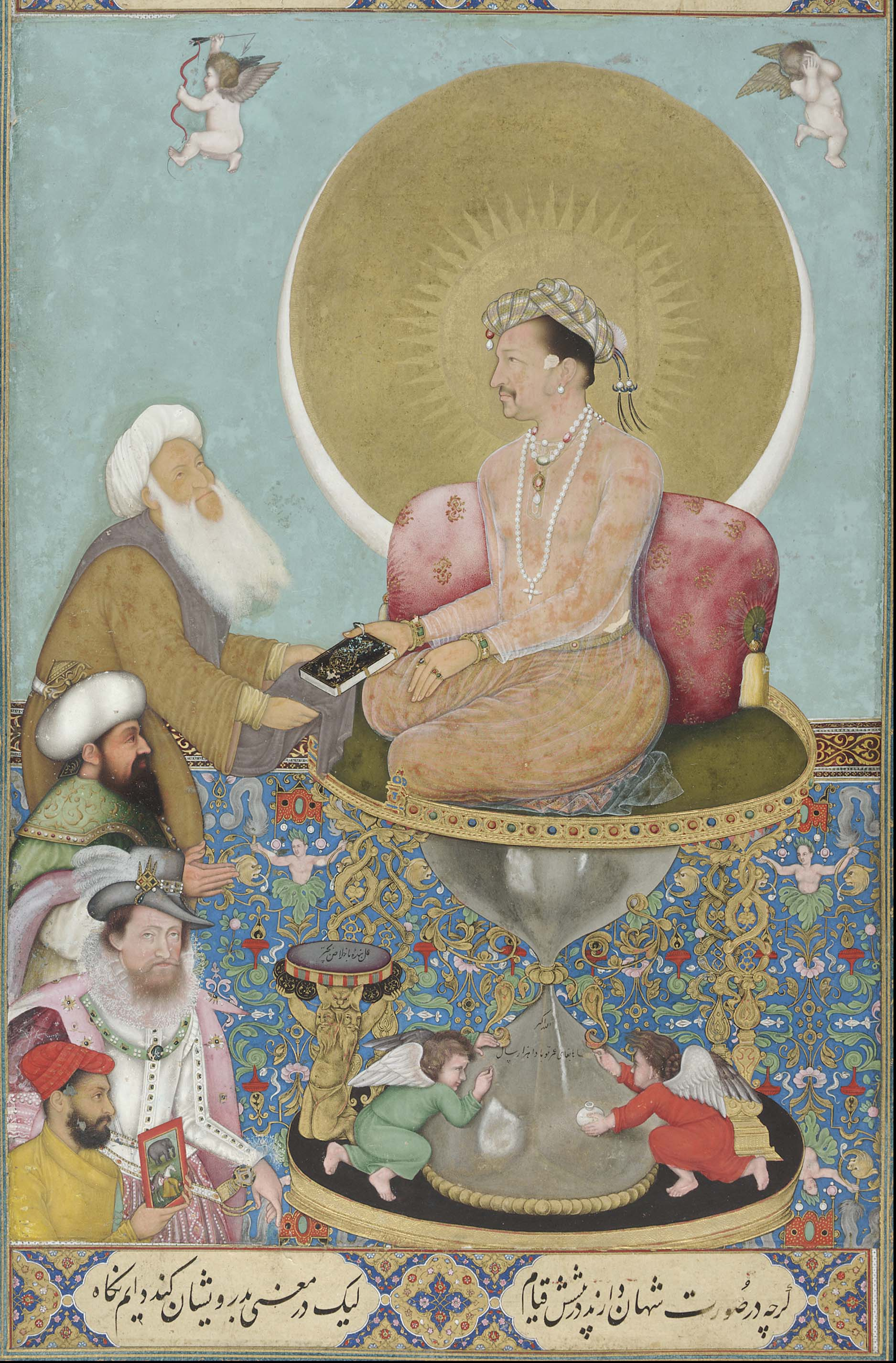
Allegorische afbeelding van PadiShah Jahangir, die hier liever een koran ontvangt van een soefistische sheikh dan te luisteren naar de Perzische en Engelse afgezanten. Door Bichitr, rond 1620, duidelijke Europese invloeden merkbaar

Onder Jahangir, die een buitengewone belangstelling voor de schilderkunst had, zou de miniatuurkunst haar hoogtepunt bereiken. In plaats van de onder Akbar gebruikelijke voorstellingen van massale gebeurtenissen als veldslagen of bijeenkomsten gaf Jahangir vooral opdracht tot afbeeldingen van personen en dingen. Dit komt tot uiting in naturalistisch aandoende afbeeldingen van Indiase dieren en planten en detailgetrouwe portretten van personen, die in albums gebundeld werden. De voorheen stilistische Perzische achtergronden werden vervangen door Indische landschappen. De kleurkeuze bleef daarentegen Perzisch: heldere kleuren en goud domineren. Een andere verandering was dat de schilderingen in de tijd van Jahangir meestal het werk van een enkele kunstenaar waren, terwijl onder Akbar vaak meerdere personen aan een afbeelding werkten. Als gevolg is het aantal werken uit de tijd van Jahangir beperkter, maar de gemiddelde kwaliteit lag hoger. In geringe mate is ook sprake van Europese invloeden. Hoewel al in 1580 door Portugese gezanten Europese schilderijen aan Akbar getoond werden, was het pas Jahangir die zijn kunstenaars opdracht gaf deze te bestuderen en de technieken te kopiëren. Vanaf dat moment komen miniatuurportretten naar Europese stijl voor. Ook werden Europese motieven overgenomen, zoals aureolen. Hoewel deze in de Europese kunst normaal gesproken zijn voorbehouden aan heiligen, werden ze in de Mogolkunst gebruikt bij keizerlijke portretten. Bekende schilders uit deze periode zijn Abu al-Hasan, Ustad Mansur, Bichitr en Bishandas.
De schilderkunst onder Shah Jahan onderscheidde zich nauwelijks van die onder Jahangir. Uit deze tijd zijn veelal portretten en genrestukken bewaard. Onder Aurangzeb kwam een einde aan de patronisering van de schilders aan het hof. De kunstenaars vertrokken in deze tijd naar de hoven van regionale heersers. Het gevolg was dat het centrum van de Indiase schilderkunst zich van het Mogolhof verplaatste naar met name Rajasthan, en later andere regionale hoven. In de 18e eeuw leidde dit tot de opbloei van de aldaar gevestigde miniatuurschilderstijlen. De typische Mogolstijl werd nog beoefend tot het einde van de 18e eeuw.

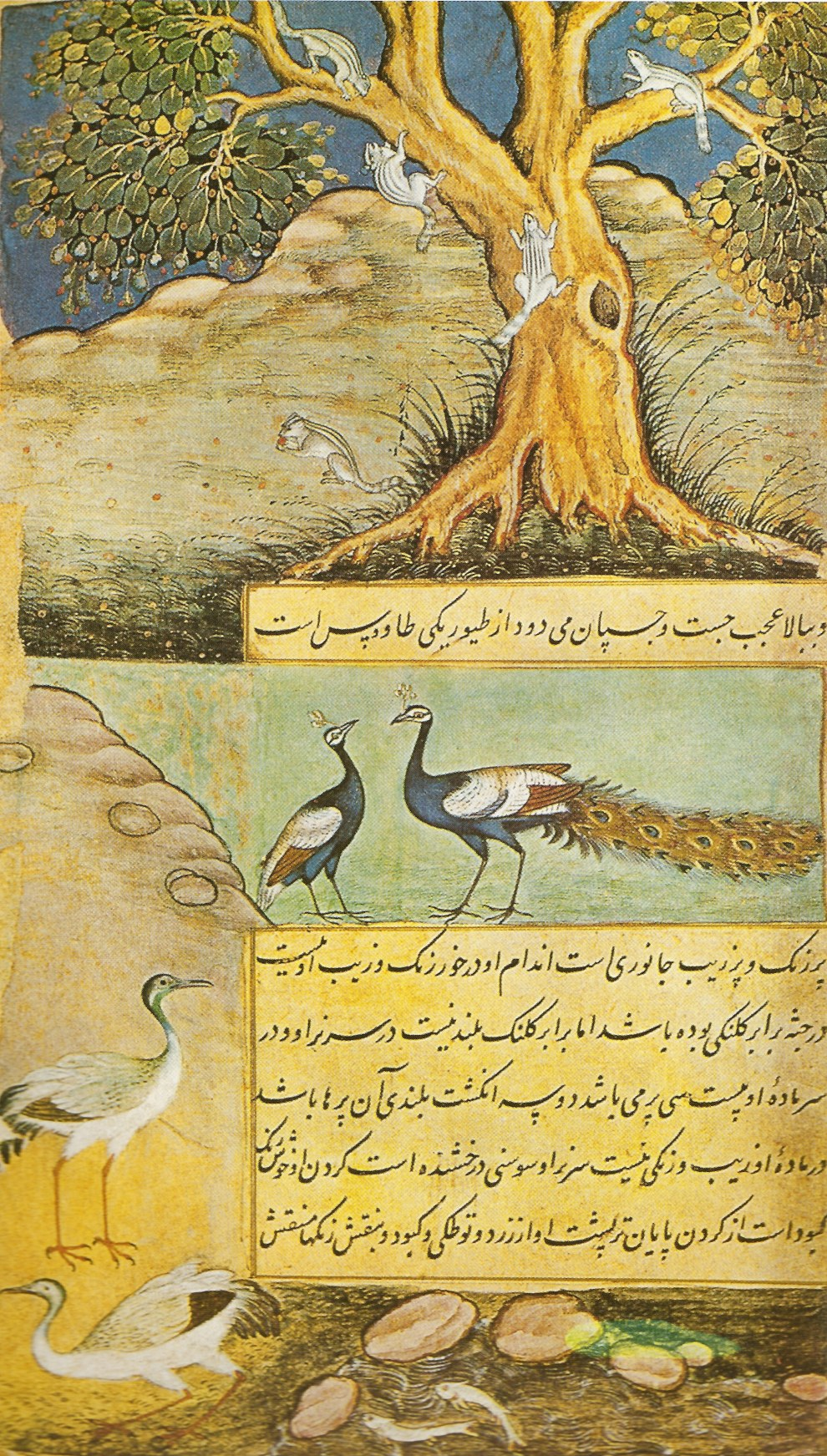
Pagina uit de Baburnama (rond 1530) met illustraties van eekhoorns, pauwen, kraanvogels en vissen

### Muziek
In de orthodoxe islam van de 16e en 17e eeuw diende muziek een ondergeschikte rol te hebben, maar bij de soefi's vormden meditatieve gezangen en dansen een belangrijk onderdeel van de mystieke expressie. Akbar en Shah Jahan toonden beide grote interesse in muziek en trokken muzikanten en dansers naar hun hof. Aurangzeb liet muzikale voorstellingen aan het hof verbieden, omdat ze tegen zijn religieuze opvattingen indruisten.
De voornaamste functie van muzikanten aan het hof was zorgen voor vermaak; mystiek-religieuze zang en dans kwam op de tweede plek. Omdat de meeste hofmuzikanten hindoes waren, bezat de muziek aan het Mogolhof een zeer duidelijk Indiaas stempel. Net als andere Indiase muziek had de muziek uit de Mogoltijd een raga als grondstructuur. Behalve Indiase werden echter ook van oorsprong Perzische instrumenten gebruikt, zoals de sitar. Zang werd aan het Mogolhof in toenemende mate verdreven door uitsluitend instrumentale muziek. Als belangrijkste vertegenwoordiger van de Mogolmuziek geldt Mia Tansen (1506–1589), die aan het hof van Akbar leefde.
De Mogolmuziek is de voorloper van de Hindustani-klassiek, de huidige klassieke muziek van het noorden van India en Pakistan. Ook de Kathak, tegenwoordig een traditionele dans in het noorden van India, is afkomstig van het Mogolhof.

## Trivia
- Het Mogolrijk vormde samen met het Ottomaanse Rijk en het Perzische Rijk van de Safawieden de zogeheten Buskruitrijken.
- Tegen de historische achtergrond van het Mogolrijk maakte de Indiase regisseur Ashutosh Gowariker de in 2008 uitgebrachte fictiefilm Jodhaa-Akbar over de liefde tussen Akbar en Rajput-prinses Jodhaa. De film was een groot succes, maar leidde vanwege de wijze van portretteren van de Rajputs tot protesten, vertoningsverboden en een rechtszaak voor het Hooggerechtshof van India.